# Carolingiens

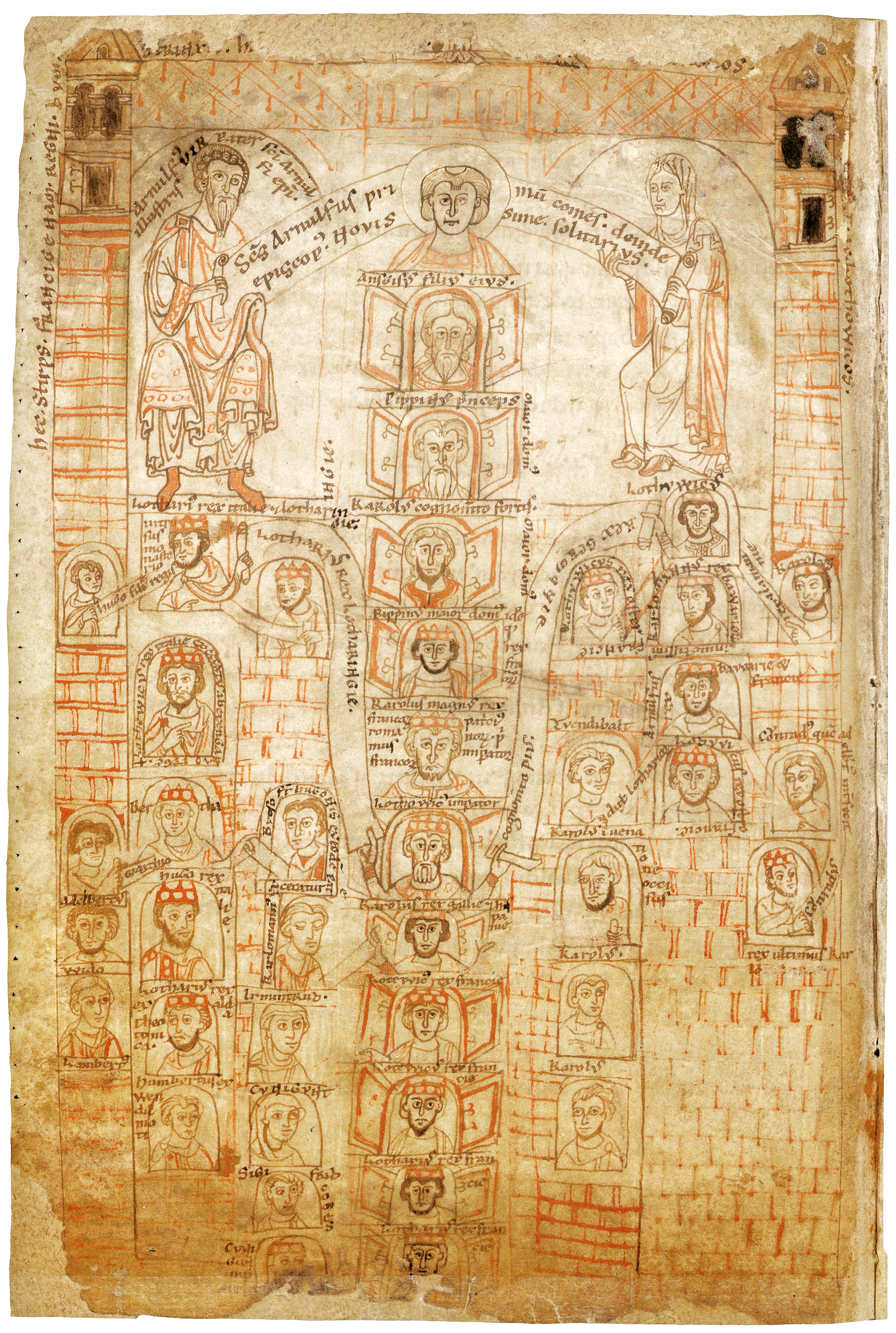
Arbre généalogique des Carolingiens, Chronicon Universale d'Ekkehard d'Aura.

Les Carolingiens (ou Carlovingiens jusqu'à la fin du XIXe siècle) forment une dynastie de rois francs qui règnent sur l'Europe occidentale du VIIIe siècle au Xe siècle.
Le terme carolingien, en latin médiéval karolingi, est dérivé de Carolus, qui est à la fois le nom latin de Charles Martel (Carolus Martellus), l'aïeul de cette dynastie, et celui de son petit-fils Charlemagne (Carolus Magnus), considéré comme le plus illustre des rois de cette lignée,,.
Les Carolingiens sont désignés par la chancellerie de France et certains historiens comme la « deuxième race » des rois de France, succédant à la dynastie des Mérovingiens,.

## Histoire

### Origines de la famille carolingienne

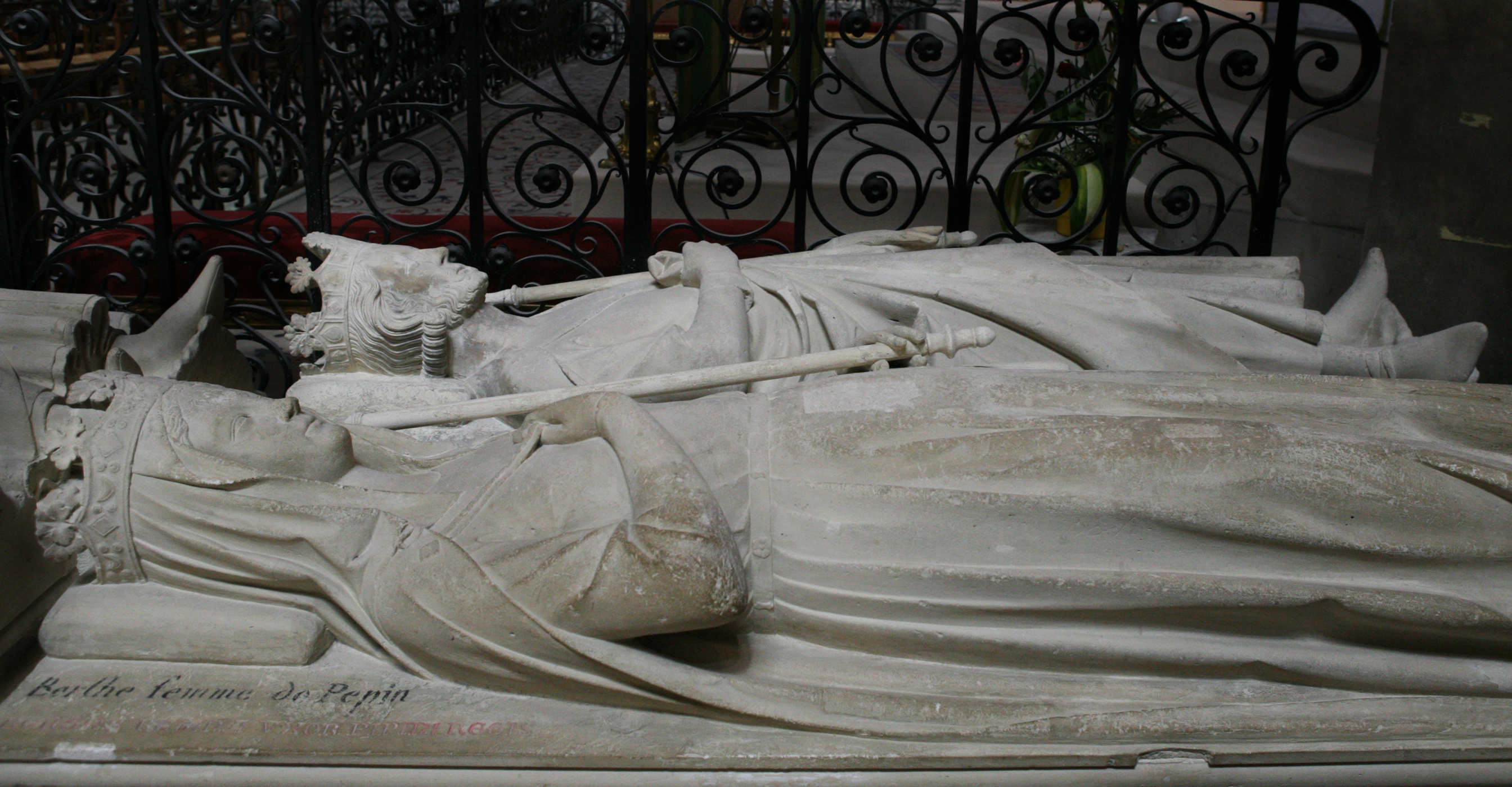
Gisants de Pépin le Bref et Bertrade de Laon, dans la basilique Saint-Denis.

L'origine de la lignée carolingienne est communément fixée au mariage, vers 630, d'Ansegisel, fils d'Arnoul de Metz, et de Begge d'Andenne, fille de Pépin de Landen, qui scelle l'alliance entre la famille des Arnulfiens et celle des Pippinides. Ceux-ci ont un fils, Pépin de Herstal, lui-même père de Charles Martel, ce dernier étant le père de Pépin le Bref, lequel deviendra le premier roi de la dynastie carolingienne le 28 juillet 754. Plusieurs historiens, ont formulé l'hypothèse du rattachement d'Arnoul de Metz aux rois francs de Cologne, via Bodogisel, Mummolin et Mundéric.
Les Pippinides détiennent pendant plusieurs générations la charge de maire du palais sous le règne des souverains mérovingiens d'Austrasie. Au fur et à mesure de la désagrégation du pouvoir de la dynastie mérovingienne, durant la période dite des « rois fainéants », les maires du palais pippinides accroissent leurs prérogatives : déjà Pépin de Herstal, puis Charles Martel dirigeaient de façon quasi autonome la politique du royaume, tels des souverains, mais sans le titre ; ainsi, ils nommaient les ducs et les comtes, négociaient les accords avec les pays voisins, dirigeaient l'armée, étendaient le territoire du royaume (notamment en Frise) et allaient même jusqu'à choisir le roi mérovingien.
La zone d'influence des Pippinides sera le territoire favori des Carolingiens : région de Liège (Herstal et Jupille), Aix-la-Chapelle et Cologne.

### Règne de Pépinle Bref, premier roi carolingien
Durant son gouvernement en tant que maire du palais auprès des rois mérovingiens, Charles Martel étend le pouvoir du royaume franc à la Bourgogne, renforce le contrôle en Aquitaine qu'il délivre de la menace d'une domination arabo-musulmane et renforce les frontières en Frise et en Neustrie. En 737, le roi mérovingien Thierry IV meurt et personne ne se soucie de le remplacer : Charles Martel est aux yeux de tous le « prince » des Francs. Il se qualifie de dux et princeps Francorum (duc et prince des Francs), titre qui le rend légitime en tant que premier homme du royaume franc. Mais tout ceci se fait au prix de nombreuses spoliations aux églises d'Austrasie auprès desquelles il se rend fort impopulaire. Il meurt en 741 et laisse deux fils : Carloman et Pépin.

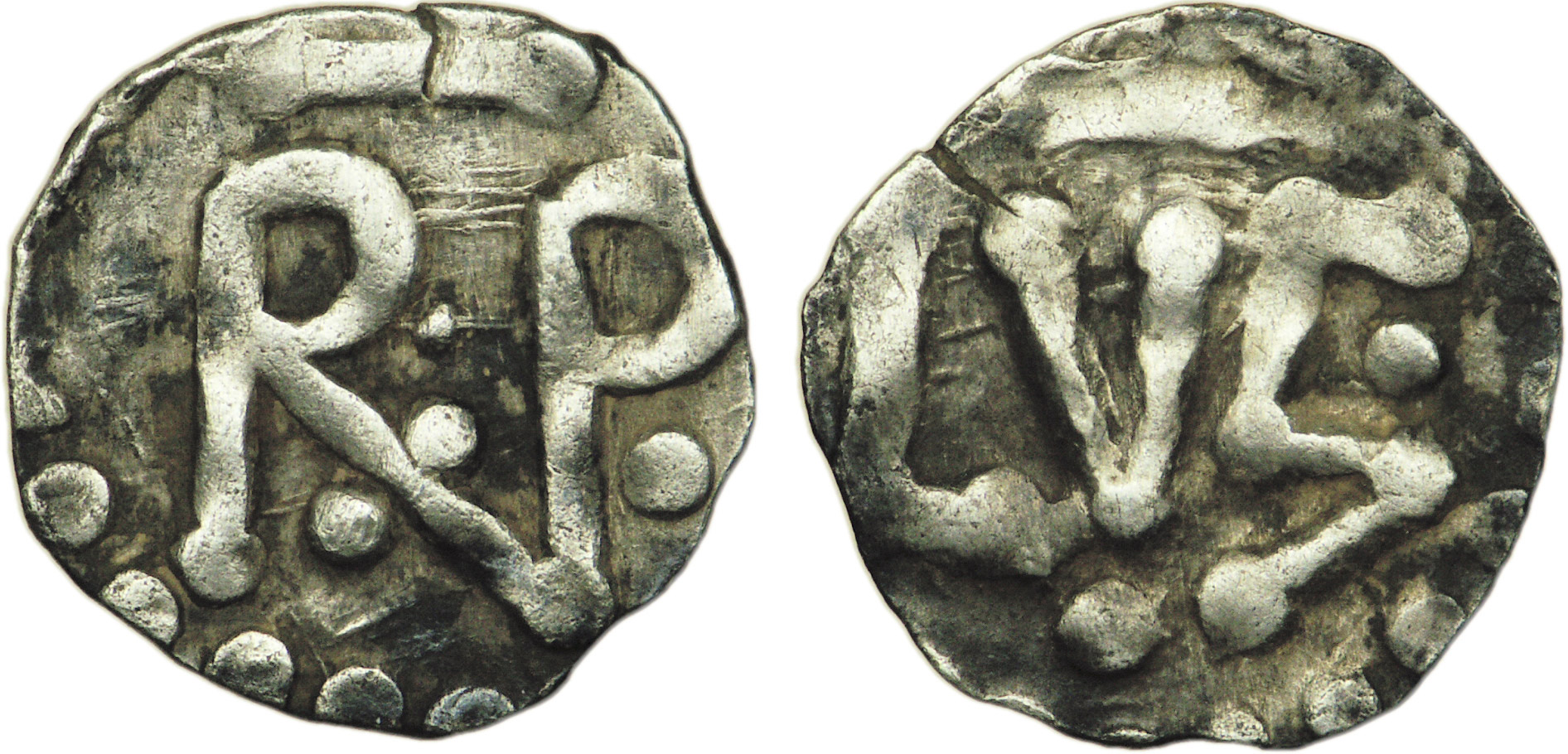
Denier de Lyon sous Pépin le Bref.

En 743, Carloman convoque un concile à Leptinnes (ou Les Estinnes, un domaine royal pippinides). Ce concile vise à établir un accord entre les églises d'Austrasie dont les biens ont été précédemment spoliés par Charles Martel au bénéfice des comtes et ces derniers qui souhaitent pourtant en garder une partie des revenus. Dans la continuité de son frère, Pépin convoque, en mars 744, un concile à Soissons en Neustrie. Les deux conciles débouchent sur l'instauration du bénéfice et du précaire. Ils dénoncent également les pratiques superstitieuses propres à maintenir le paganisme, les rituels idolâtres, l'usage des amulettes et le sacrifice des animaux,.
En 747, Carloman décide de se retirer au monastère du Mont-Cassin loin du jeu politique et cède sa place à son frère. Quatre ans plus tard, Pépin pense au trône royal et, dans cette optique, cherche à obtenir l'appui de l'Église et de l'aristocratie. En 751, celui-ci pose une question au pape Zacharie : « Est-il bon ou mauvais que des rois fussent dans le royaume des Francs sans y exercer le pouvoir ? ». Ce dernier lui répond : « Mieux vaut appeler roi celui qui exerce effectivement le pouvoir, afin que l'ordre ne soit pas troublé ». Par cette réponse habile, le pape Zacharie offre implicitement son soutien à Pépin tout en ménageant les relations difficiles qu'il entretient avec les souverains de l'Empire romain d'Orient.
Quelques semaines plus tard, en novembre 751, Pépin dépose Childéric III — établi en 743 — puis se fait élire roi des Francs. En se faisant acclamer par une assemblée d'évêques, de nobles et de leudes (grands du royaume), Pépin devient donc le premier représentant de la dynastie carolingienne. Childéric III est tonsuré et meurt enfermé à l'abbaye Saint-Bertin de Saint-Omer.
À Saint-Denis, l'évêque Boniface, conseiller diplomatique de Pépin, sacre le nouveau roi par onction au nom de l'Église catholique. Le 28 juillet 754, toujours à Saint-Denis, la cérémonie est renouvelée, mais cette fois-ci par le pape Étienne II et les bénéficiaires en sont également les fils de Pépin : Carloman Ier et Charlemagne. Le sacre par onction est la nouveauté apportée par les Carolingiens, repris de l'Ancien Testament où Saül est oint du Saint chrême par Samuel puis à sa suite David. Sacre déjà repris par les Wisigoths en Espagne un siècle plus tôt. Le roi est alors « un nouveau David », à la fois roi et prophète, ce qui mènera à la théocratie royale puis impériale de Charlemagne, le gouvernement des hommes par le père terrestre à l'image du Père Céleste, le pouvoir spirituel et temporel en un seul homme à la fois évêque de l'intérieur et de l'extérieur.

### Charlemagne et l'Empire carolingien

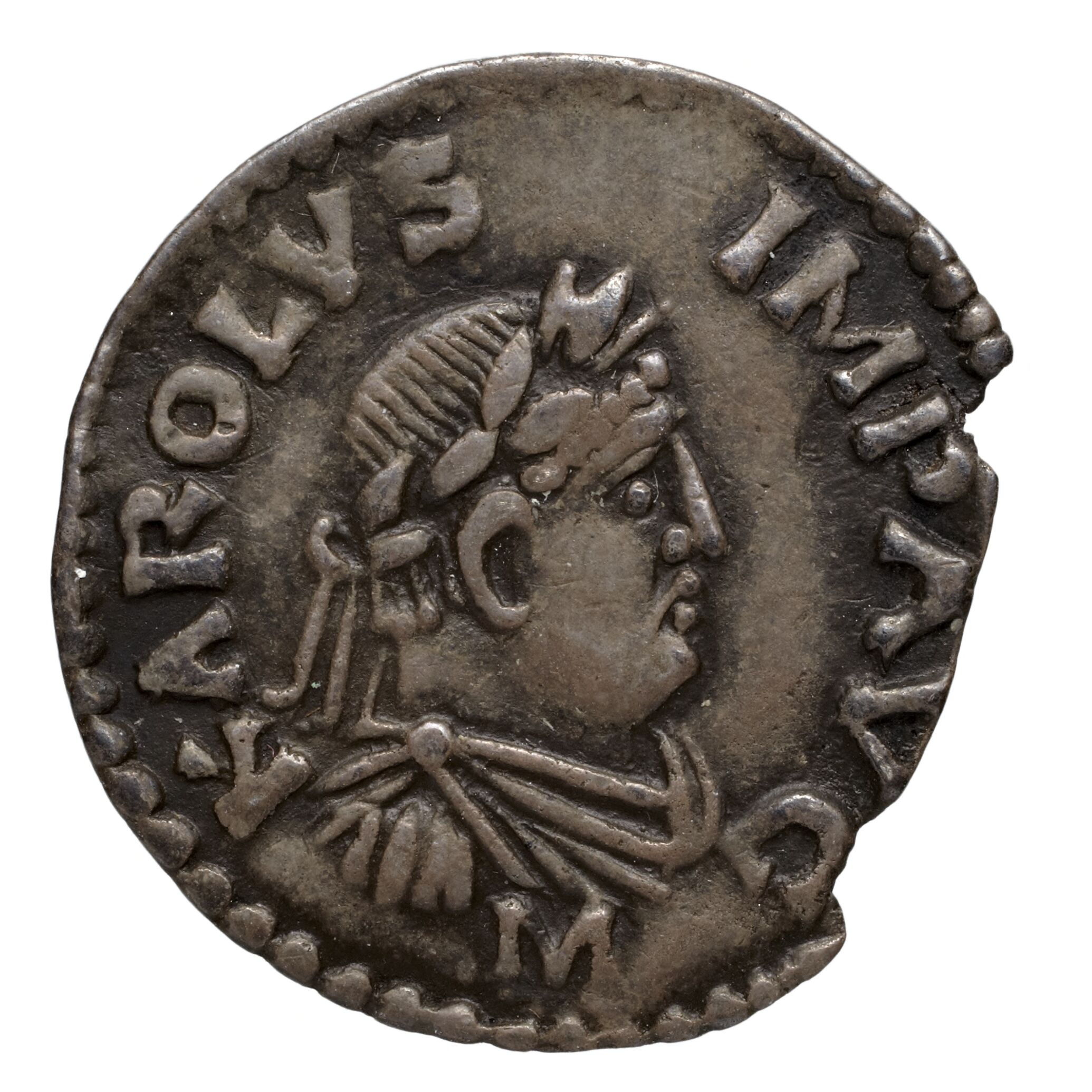
Une pièce avec pour effigie Charlemagne et autour l'inscription KAROLVS IMP AVG (Karolus imperator augustus).

Charlemagne, fils de Pépin le Bref, est sans aucun doute le souverain qui marque le plus l'époque carolingienne, par la longévité de son règne, mais aussi grâce à son charisme et à ses conquêtes militaires. Après les assemblées qui réunissent les Grands du royaume (les « plaids »), des ordonnances, découpées en chapitres (d'où leur nom de capitulaires) sont émises par la chancellerie du Palais : elles sont une source précieuse pour l'étude de la période.

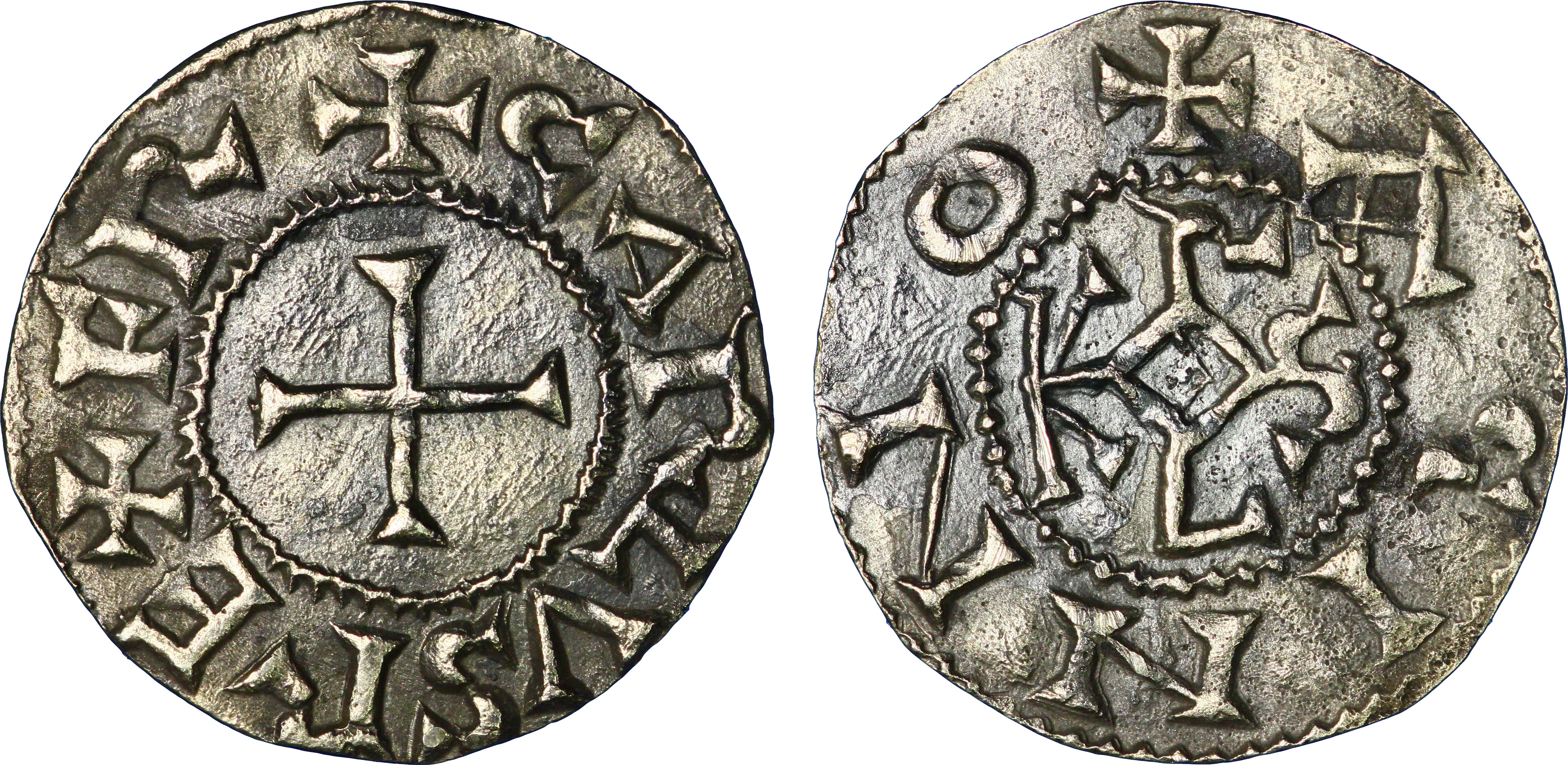
Denier sous dit Charlemagne.

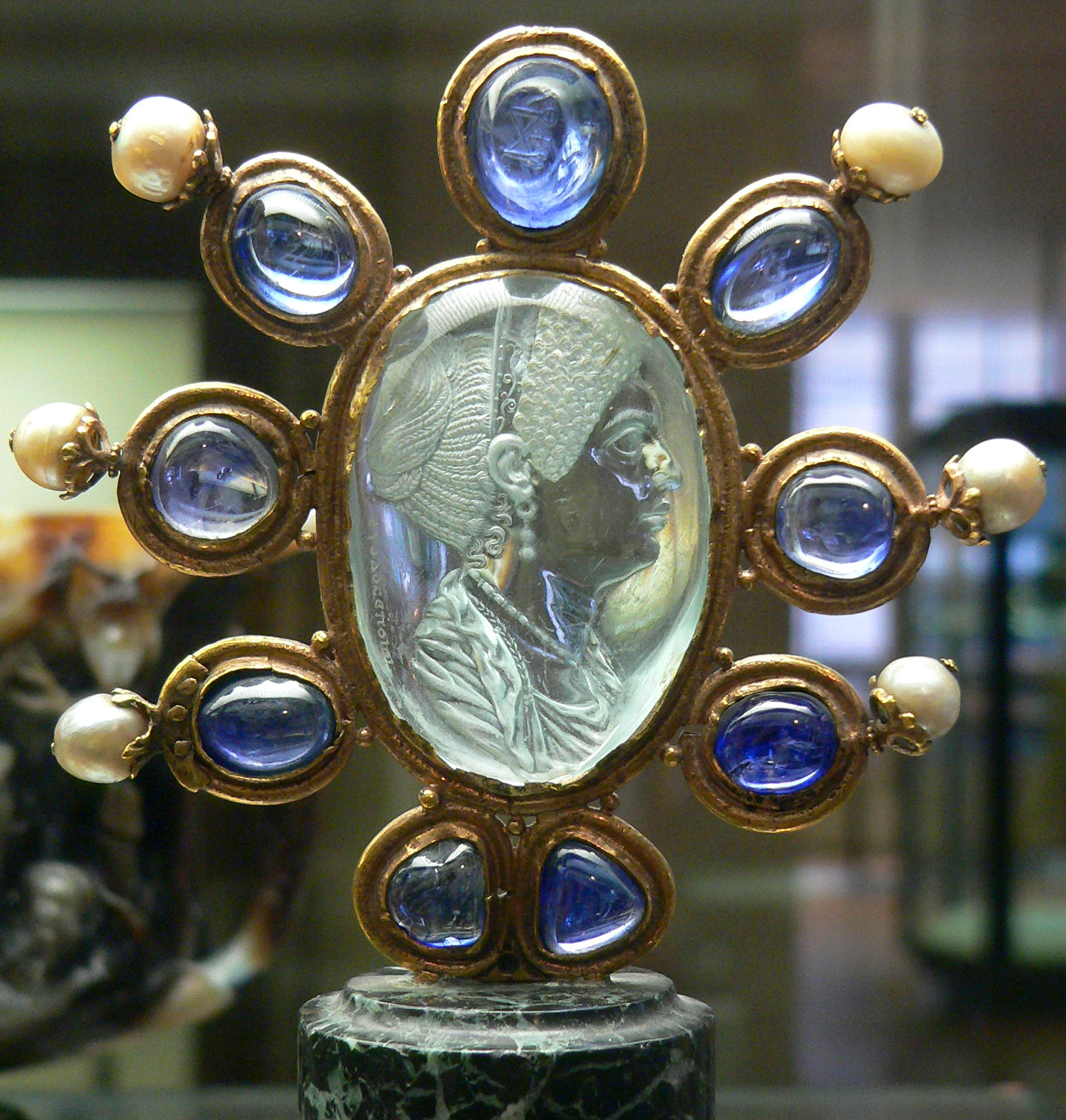
Intaille représentant Julie, fille de Titus. Sommet de "l'escrain de Charlemagne" (monture du IXe siècle).

À un autre niveau, plus idéologique que politique, c'est aussi aux lettrés chrétiens que l'on doit la naissance d'une nouvelle idée de l'État. Celle-ci se veut au départ une restauration de l'Empire romain, pourtant elle repose sur des fondements très différents en légitimant la royauté : profondément chrétienne, elle fait du roi des Francs un nouveau « David ». L'idée de l'unité du royaume semble un temps l'emporter avec la renaissance de l'empire d'Occident, à Noël 800.
Du point de vue culturel, l'époque de Charlemagne, de son fils Louis le Pieux et de ses petits-fils est connue sous le nom de « Renaissance carolingienne ». L'enseignement classique — en particulier celui du latin — est remis à l'honneur, après avoir été dénaturé et délaissé à la fin du règne des Mérovingiens. Cependant, la langue latine est désormais quasi exclusivement la langue du clergé, les milieux militaires lui préférant le francique. Cette évolution inéluctable va faire progressivement du latin une langue morte et donner naissance aux ancêtres des langues nationales que sont le français et l'allemand : le roman et le tudesque.

### Les troubles sous Louisle Pieux
Troisième fils de Charlemagne, Louis le Pieux devait à l'origine n'hériter que d'une partie du royaume de son père, correspondant à la région s'étendant du plateau de Langres et des Alpes jusqu'à l'Aquitaine, tandis que son frère Pépin devait recevoir la Bavière et l'Italie, leur frère aîné Charles obtenant le reste de l'empire.
Mais Charles et Pépin moururent avant Charlemagne, et, dès 813, Louis fut associé par son père à la direction de l'empire.
À la mort de Charlemagne, le 28 janvier 814, Louis devint donc seul roi des Francs et empereur d'Occident. Il fut sacré le 5 octobre 816 à Reims par le pape Étienne IV.
Les premières années du règne de Louis le Pieux se font dans la droite lignée de celui de Charlemagne, notamment en termes de réforme religieuse. Louis le Pieux réunit le concile d'Inden, près d'Aix-la-Chapelle (816-17), pour faire appliquer la réforme religieuse au clergé séculier et régulier de l'empire.

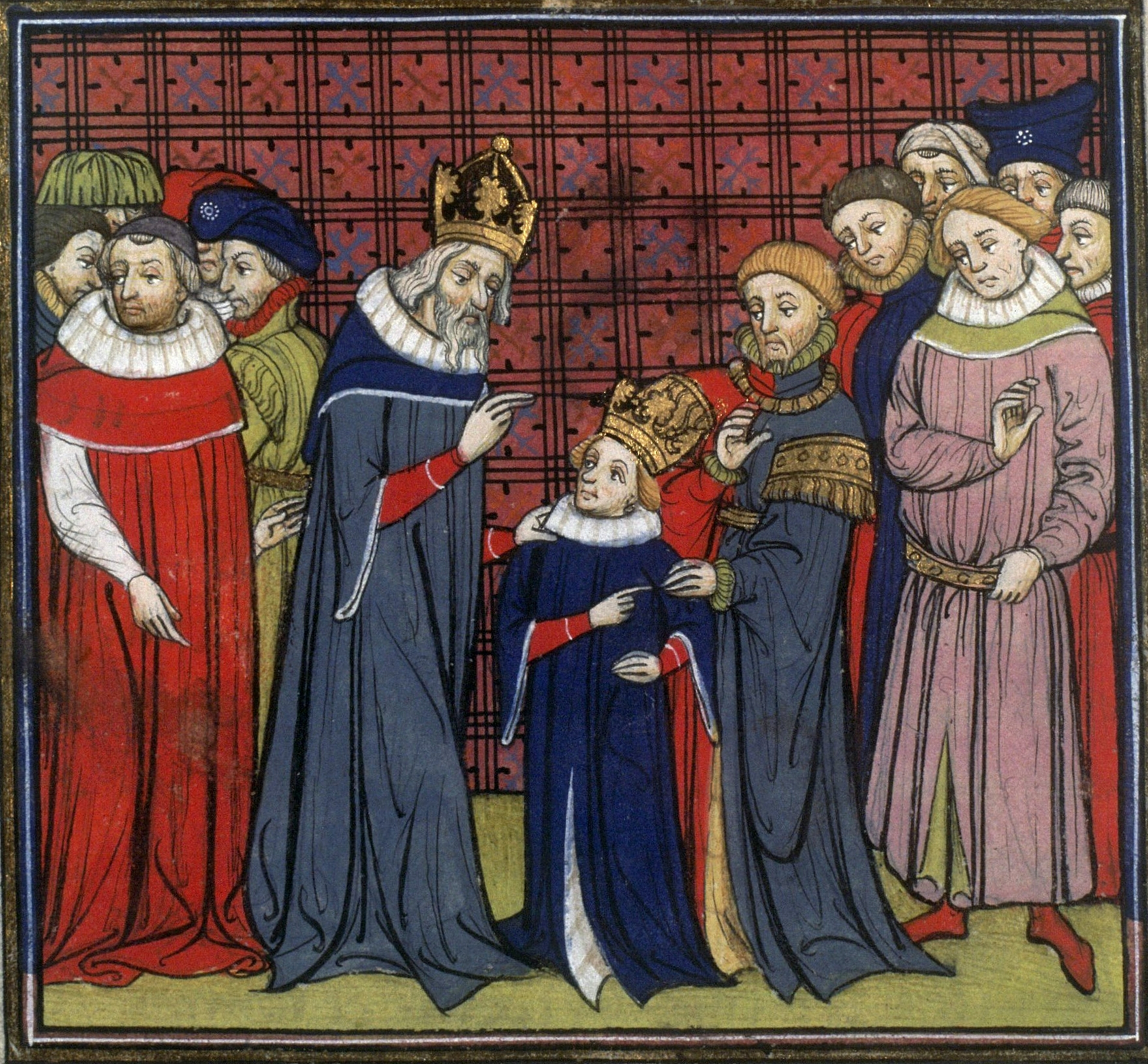
Charlemagne et son fils Louis le Pieux.

En juillet 817, en promulguant l'Ordinatio imperii, Louis règle aussi le problème de son héritage en divisant l'empire entre ses trois fils : l'aîné, Lothaire, reçoit la majorité des terres, le titre impérial et le contrôle de ses deux frères puînés, Pépin et Louis, qui reçoivent respectivement l'Aquitaine et la Bavière, un partage donc comparable à celui que Charlemagne avait prévu en 806 entre ses propres fils. Mais les premiers troubles politiques commencent en décembre 817 avec la révolte de son neveu Bernard, fils illégitime du roi Pépin d'Italie, écarté du pouvoir par le nouveau partage. Louis condamne Bernard à mort, et par la suite, cette condamnation le suit tout au long de sa vie.
Les années suivantes sont occupées par une remise en cause du pouvoir de Louis par ses propres fils, devenus adultes, et fort impatients de régner. Au premier plan, son aîné, Lothaire, couronné coempereur avec son père, et qui supporte mal de rester dans l'ombre de son père pendant toutes ces années. La situation est tendue à la cour d'Aix-la-Chapelle.
En 820, Louis, veuf depuis l'année précédente et incapable de supporter son état, épouse une jeune aristocrate, Judith de la famille des Welfs, surnommée Judith de Bavière, car les terres de sa famille se situent en Bavière, mais la jeune femme n'est nullement de lignée royale. Les trois fils de Louis s'opposent à ce remariage qui ne peut qu'entraîner des complications, et effectivement, en 823, naît un fils de ce second mariage, Charles, futur Charles le Chauve. Pour l'heure, les conditions de la succession ne sont pas remises en cause, mais Judith s'entoure de ses favoris à la cour, et notamment du comte Bernard de Septimanie, nommé par Louis le Pieux à la tête du comté de Barcelone, et qui reçoit également l'équivalent des fonctions de Premier ministre.
En 829, à la suite des exigences de Judith, Louis accepte de revoir le partage de l'empire afin de pourvoir son dernier fils, Charles, d'un royaume, tout comme ses demi-frères. L'assemblée des grands, réunie à Worms, accepte la création d'un nouveau royaume, dans l'Est de l'empire, pour le jeune Charles. Mais dès l'année suivante, la situation se dégrade. Une révolte, menée par le fils aîné Lothaire suivi par ses deux frères Pépin et Louis, est soutenue par de nombreux comtes de l'empire. En 830, l'empereur est déposé une première fois et Lothaire prend la tête de l'empire. Mais le nouvel empereur n'est pas accepté par la population. Considéré comme un usurpateur, il est lâché en outre par ses deux frères, déçus de voir que leur frère aîné prend aussitôt tout le contrôle de l'empire sans tenir compte de leur participation. Quelques mois plus tard, l'empereur Louis est rétabli.
Cette première déchéance est suivie en 833 d'une seconde déposition beaucoup plus grave pour Louis le Pieux. Cette fois, devant tous les grands seigneurs du royaume, Lothaire contraint son père à abdiquer, et le fait enfermer au monastère Saint-Médard de Soissons. Judith et Charles sont également contraints à entrer en religion. Mais de nouveau, Louis est libéré par ses partisans, et sous peine de perdre tous ses droits à l'empire, Lothaire doit se soumettre et demander pardon à son père.
Les dernières années du règne de Louis le Pieux sont occupées par des luttes incessantes entre ses fils, des convocations sans nombre de l'armée, des serments prêtés et violés. Louis finit par se fâcher durablement avec son troisième fils Louis, roi de Bavière, qui refuse de demander pardon pour ses actes. Son deuxième fils, Pépin, roi d'Aquitaine, meurt brutalement en 838 et sa succession ouvre un nouveau conflit. Pour les grands seigneurs d'Aquitaine, l'Aquitaine revient de droit au fils aîné de Pépin, Pépin II, tandis que pour Judith, elle doit retourner à son fils, le jeune Charles. En 839, un nouvel accord qui partage seulement l'empire en deux est signé entre Lothaire et son demi-frère Charles. Louis de Bavière est spolié de tout droit à l'héritage, à l'exception de la Bavière.
En 840, Louis le Pieux, miné par tous ces conflits, meurt dans une situation instable.

### Le partage de l'empire
Après la mort de Louis Ier le Pieux, il reste trois fils vivants : Lothaire, fils aîné et héritier du titre impérial, Louis roi de Bavière, Charles roi de Francie occidentale. Lothaire choisit de ne pas respecter tous les traités signés et tente de mettre la main sur la totalité de l'empire, jugeant qu'il lui revient de droit en tant que fils aîné. Les trois frères entrent en guerre ouverte les uns contre les autres. Le 25 juin 841, ils se rencontrent à Fontenoy à côté d'Auxerre et se livrent une des batailles les plus meurtrières du haut Moyen Âge. Cette bataille voit la défaite de Lothaire, et l'aristocratie franque est presque entièrement détruite. Cependant, le nouvel empereur, malgré son armée en déroute, refuse de se rendre. Le 14 février 842, Louis et Charles concluent alors un accord connu sous le nom de serments de Strasbourg. Les deux rois jurent de se porter mutuelle assistance contre les actes de leur frère aîné et de ne pas chercher à se nuire l'un l'autre. À la suite de ce serment, un nouvel accord est conclu, le traité de Verdun, en 843, qui divise le territoire d'est en ouest en trois royaumes :
- Charles II le Chauve reçoit la Francie occidentale (qui deviendra le royaume de France en 1205) ;
- Lothaire Ier, à qui échoit le titre impérial, reçoit la Francie médiane, la Lotharingie qui va du centre de l'Italie à la Frise ;
- Louis le Germanique reçoit la Francie orientale (communément nommée Germanie).

Cependant, le titre impérial se vide de son importance : après le partage de Verdun, Lothaire conserve la dignité impériale, mais dans les faits celle-ci n’est plus qu’une convention qui ne correspond plus à aucun pouvoir qui soit supérieur à celui des autres rois. Plusieurs fois au cours du Xe siècle, le titre est même vacant. Il faut ensuite attendre 962 pour que le titre d’empereur renaisse en Occident : Otton le Grand, de la dynastie saxonne en Germanie, est couronné par le pape Jean XII à Rome.

### Affaiblissement et disparition de la dynastie

#### Disparition de la Francie médiane
Lothaire est le premier des trois frères à décéder, laissant l'empire à la merci des deux autres. Finalement, après maintes péripéties, son domaine est progressivement rattaché à la Francie orientale, l'Escaut marquant la frontière entre les Francies occidentale et orientale. Le roi de Francie orientale récupère, par la même occasion, le titre d'empereur.

#### Invasions scandinaves

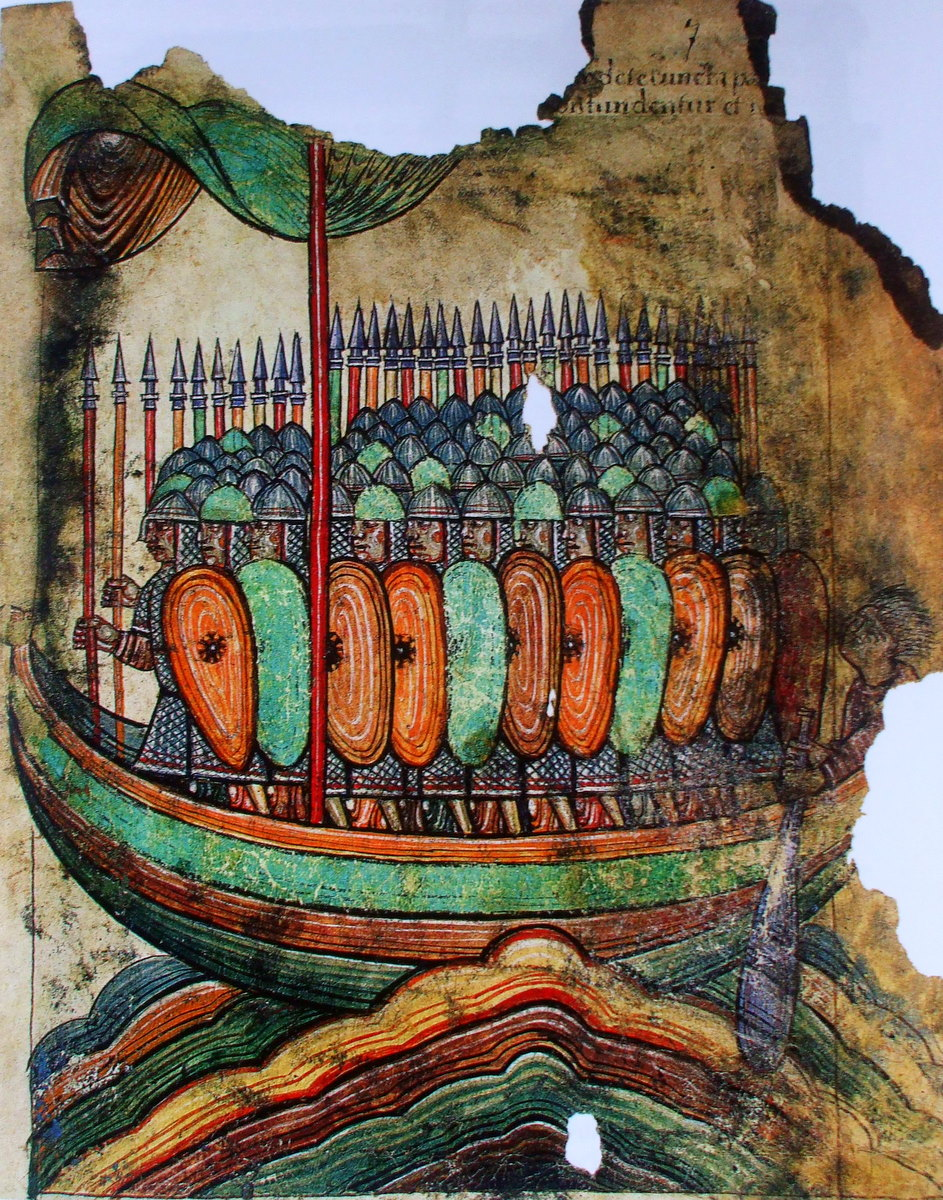
Attaque viking selon une enluminure du XIIe siècle.

Les Vikings désignent de manière générale tous les peuples du Nord, qui viennent de l'actuelle Scandinavie. À l'époque carolingienne, ils ont d'abord été connus sous le nom de Normands (« hommes du Nord », à l'origine du nom de la Normandie) puis sous celui de Vikings. Ils vendaient de l'ambre, des peaux de bêtes et des métaux, achetaient du miel, du vin et tout ce qu'ils ne pouvaient produire dans leurs contrées. Ils étaient présents, en petits groupes, dans la plupart des villes côtières de l'Empire franc.
Vers 800, les Vikings, sans renoncer aux pratiques commerciales, prennent conscience d'un nouveau moyen d'enrichissement. En effet, n'étant pas chrétiens, ils n'avaient pas à respecter les abbayes, qui contenaient, avec une structure défensive minimale (une muraille et parfois quelques gardes) un trésor considérable, constitué de châsses, reliquaires, objets en métal précieux à l'usage du culte… Ces objets étaient particulièrement recherchés en cette période de faible circulation monétaire où le métal était important, non seulement pour sa valeur, mais aussi pour le prestige qui lui était associé.
De 800 à 850 environ, les Vikings continuent leurs pratiques commerciales tout en tentant des coups de force sur des établissements monastiques isolés, quand l'occasion s'en présente. Le premier établissement à en faire les frais est le monastère de Lindisfarne, sur les côtes britanniques, qui est attaqué par les Vikings en 793.
Après cette première attaque, la pression des Vikings s’accentue : ils remontent les fleuves à bord de leurs navires à fond plat, improprement nommés « drakkars », et pillent les trésors des abbayes avant de s’en retourner en Scandinavie. Pour l'heure, il ne s'agit que de brèves expéditions : les Normands pillent, emportent des biens, et repartent, le plus souvent après avoir incendié les lieux. Ces attaques ne terrifient pas moins la population, par leur vitesse, leur violence, et aussi parce qu'elles touchent les églises, qui, depuis l'instauration du christianisme, n'avaient jamais été attaquées. En 841, les Normands attaquent l’abbaye de Jumièges et la ville de Rouen ; les moines doivent s’enfuir devant les dangers de razzias, emportant avec eux les reliques de leurs saints. L'île de Noirmoutier est elle aussi à plusieurs reprises la cible des Normands, tant et si bien que les moines abandonnent leur monastère et s'installent à environ vingt-cinq km au sud de Nantes, à Déas, devenu Saint-Philbert-de-Grand-Lieu. En 843, Nantes est prise et une partie de la population est massacrée. Dans le deuxième tiers du IXe siècle, la plupart des villes situées sur les fleuves sont visitées par les Normands.
À la fin du IXe siècle, le phénomène gagne en importance. Ce sont désormais des bandes beaucoup plus organisées, qui ont décidé à l'avance de leur parcours et qui savent où se rendre. Les expéditions sont aussi plus nombreuses, parfois une centaine de barques, contre une petite dizaine, au maximum, au début du siècle. Enfin, ils ne se contentent plus de piller et de repartir. De plus en plus souvent, ils emmènent la population pour être vendue comme esclave, et s'installent en territoire conquis où ils passent parfois l'hiver.
Les Vikings ravagent l'Europe mais aussi la péninsule Ibérique, alors musulmane, et l'Afrique du Nord, sans que personne puisse les arrêter. Comme il était impossible de contrôler l'ensemble du territoire et que leur force résidait dans la rapidité de leurs flottes et la brutalité de leurs expéditions, il était difficile de prévoir où ils allaient attaquer. Lorsqu'ils n'attaquent pas, les Vikings exigent le versement de lourds tributs. Les querelles entre les fils de Louis le Pieux n'arrangent guère la situation. Lothaire et son frère Louis se désintéressent du problème, qui incombe presque entièrement à Charles, le dernier fils, qui a hérité de tous les territoires côtiers. Charles, qui sera surnommé le Chauve, essaie de construire des fortifications supplémentaires. Il demande aux chefs de l’aristocratie de défendre les régions menacées. Robert le Fort (ancêtre des Capétiens) est placé par le roi à la tête d’une marche occidentale ; il meurt en combattant les Vikings en 866. Le comte Eudes défend Paris contre une attaque venue de la Seine en 885. Ces grands acquièrent un prestige immense dans la lutte contre l’envahisseur scandinave, prestige qui participe à l'affaiblissement du pouvoir royal. Les succès militaires sont désormais attribués aux marquis et aux comtes. L’incapacité des Carolingiens à résoudre le problème scandinave est manifeste : en 911, par le traité de Saint-Clair-sur-Epte, le roi Charles le Simple cède la Basse-Seine au chef viking Rollon. Il s’en remet à lui pour défendre l’estuaire et le fleuve, en aval de Paris. Cette décision est à l’origine de la création du duché de Normandie. Les Carolingiens sont contraints de céder des territoires et de livrer des tributs pour contrer le danger scandinave. Ils sont en outre absorbés par les querelles familiales.
Le climat d’insécurité a donc accéléré la décomposition du pouvoir carolingien.

#### Incursions arabes
Les progrès des Arabes dans la Méditerranée occidentale, au commencement du IXe siècle, ne se rattachent plus au grand mouvement d'expansion qui avait suivi la mort de Mahomet. L'unité politique de l'Islam était brisée depuis que le calife de Bagdad n'était plus reconnu par tous les croyants. En Espagne, dès la fin du VIIIe siècle, un émirat indépendant s'était érigé sous les Omeyyades. En Afrique, les Berbères du Maroc, de l'Algérie et de la Tunisie étaient en fait indépendants. Définitivement établis dans leurs nouvelles conquêtes, ces musulmans d'Espagne et d'Afrique tournèrent leur activité vers la mer. Tunis, fondée à côté des ruines de Carthage, regardait comme elle la Sicile et, de même que les Carthaginois dans l'Antiquité, les Tunisiens cherchèrent bientôt à s'emparer de cette île. Les Byzantins ne purent défendre énergiquement cette province trop lointaine. De 827 à 878, ils furent peu à peu refoulés vers le détroit de Messine et enfin obligés de se replier sur la côte italienne. Déjà en possession des Baléares, de la Corse et de la Sardaigne, les musulmans détenaient maintenant toutes les îles de la Méditerranée occidentale. Elles leur servirent de bases navales pour attaquer les côtes continentales. De la Sicile des expéditions furent dirigées vers la Calabre et aboutirent à la conquête de Bari et de Tarente. Le pape Léon IV fut obligé de mettre ce qui restait de Rome à l'abri des attaques qui débarquaient, sans avoir rien à craindre, à l'embouchure du Tibre. Les bouches du Rhône aussi mal défendues, étaient plus exposées encore. Il n'y eut pas de tentative d'établissement à l'intérieur. Seule la maîtrise des côtes importait aux nouveaux maîtres de la Méditerranée et comme le commerce chrétien n'existait pratiquement plus, on ne fit pas d'efforts sérieux pour les en déloger et on leur abandonna les rivages. La population chrétienne se retira plus loin et les villes de la côte et de la région de Nîmes se retranchèrent.

#### Nouvelles menaces à l'est
À l'est se profile une nouvelle menace avec l'arrivée des Magyars sur la scène européenne.
Ce peuple des steppes occupe la Pannonie, laissée vacante après la destruction des Avars sous le règne de Charlemagne au début du IXe siècle. Il fait ses premières incursions dans les marges du territoire impérial, comme en Moravie en 894, puis dans celui-ci, comme en Italie en 899. En 907, le royaume slave de Grande Moravie disparaît sous les coups de ces nouveaux envahisseurs.

#### Des règnes trop courts
À partir de la fin du IXe siècle, les rois carolingiens règnent trop peu de temps pour être efficaces : Louis II reste roi des Francs deux ans (877-879) ; Charles le Gros gouverne trois ans (884-887) ; Louis III est roi pendant trois ans (879-882) ; le dernier roi carolingien, Louis V, est mort d'un accident de chasse au bout d'à peine un an (986-987). Quant aux rois Louis IV et Lothaire, bien que très actifs, leurs règnes sont interrompus prématurément. Aussi, les derniers rois carolingiens ne parviennent pas à imposer une politique à long terme.

#### Extinction de la dynastie
L'affaiblissement de la dynastie carolingienne entraîne son éviction définitive du trône franc par les Robertiens en 987 à la mort de Louis V, l'extinction de la lignée suivant peu après, avec la mort des fils du duc Charles de Basse-Lotharingie, Otton et Louis, au début du XIe siècle. Avec les Herbertiens, la lignée carolingienne se perpétua cependant jusqu'au XIIe siècle par les comtes de Vermandois, et d'après Christian Settipani jusqu'au début du XIVe siècle par les seigneurs de Mellier, Neufchâteau et Falkenstein,.

## La montée de l'aristocratie

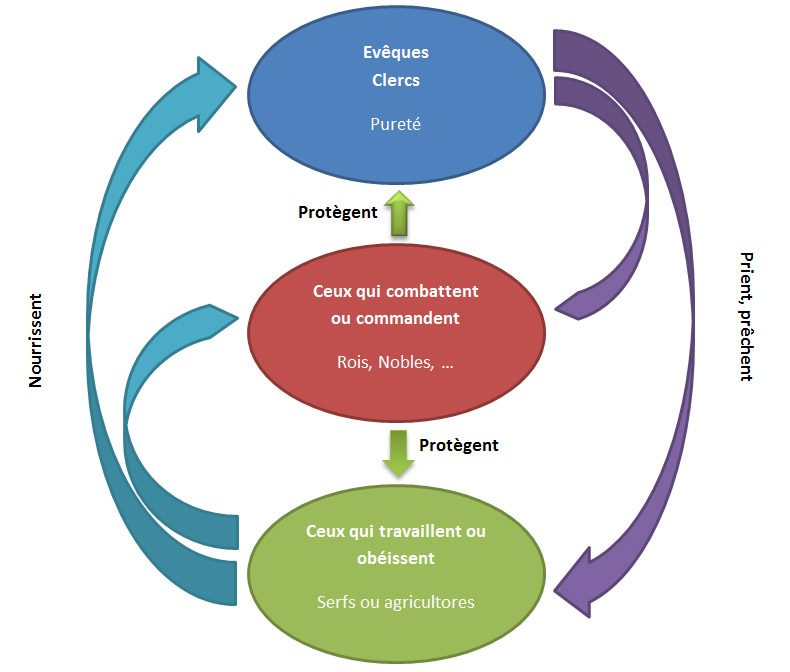
Les trois ordres de la société selon Adalbéron de Laon.

Dès la fin du IXe siècle, certains grands, ducs ou comtes, ne faisant pas partie de la famille des Carolingiens, accèdent au pouvoir : en 888, après la mort de Charles le Gros, l'Unrochide Bérenger Ier accède au trône d'Italie et le Robertien Eudes au trône de France.
Au Xe siècle, les dynasties qui s'imposent partout dans l'espace carolingien ne sont plus issues de la famille carolingienne. C'est le cas, en 911, du duc Conrad de Franconie, élu roi de Germanie. En France, les Robertiens forment un lignage puissant qui est choisi pour régner en 888–898 en la personne d'Eudes de France : comment expliquer cette montée en puissance de l’aristocratie et l'émiettement du pouvoir royal ?
- Voici le cadre et les principales phases de la montée de l'aristocratie :
  - Les regna existaient déjà sous les Mérovingiens et se prolongent sous les Carolingiens. Il s'agissait de territoires dont l'unité reposait sur une forte identité ethnique et culturelle. Un regnum pouvait être confié à la garde d'un fils du roi, sans pour autant devenir indépendant : ce fut le cas à différentes époques pour l'Aquitaine, la Provence, la Bourgogne, la Saxe, la Thuringe et la Bavière.
  - Les comtes (mot ayant pour origine le latin comes signifiant compagnon du roi) existaient à l’époque mérovingienne. Le roi leur donnait des terres, des cadeaux ou une charge en récompense de leurs services, mais les comtes prennent toute leur importance sous les Carolingiens. Fonctionnaires, ils sont désignés et révoqués par le roi qui les recrute dans l’aristocratie Ils garantissent l’ordre public en présidant le tribunal, lèvent les taxes et organisent les troupes dans un pagus, circonscription territoriale sous leur responsabilité. Au cours du IXe siècle, les comtes deviennent de plus en plus autonomes vis-à-vis du roi.
  - Le duc (mot ayant une étymologie latine signifiant « conducteur d’armée ») est une sorte de comte qui cumule plusieurs pagi. Le roi Charles le Chauve constitue ces grands commandements composés de plusieurs pagi pour lutter contre les invasions scandinaves. Les Robertiens obtiennent au Xe siècle le titre de « duc des Francs » (dux francorum). Ces personnages les plus puissants seront par la suite des « princes territoriaux » comme les ducs d’Aquitaine, de Bourgogne et de Normandie.
  - Le marquis (marchio en latin) est un comte qui garde une région frontalière appelée marche et doit la défendre en cas d’attaque.
  - À la fin du IXe siècle, conséquence du capitulaire de Quierzy (877), ces charges de comte, duc et marquis deviennent héréditaires : le roi carolingien ne peut plus les destituer donc son contrôle s'efface. On assiste alors à la constitution de dynasties locales de comtes, de ducs et de vassaux du roi. La vassalité, qui était bien contrôlée sous Charlemagne et servait ses intérêts politiques, se retourne contre l’autorité de ses successeurs. L’aristocratie laïque et ecclésiastique est donc en situation de force au milieu du Moyen Âge, en France et en Germanie.
  - Les comtes sont physiquement plus proches du peuple que le Carolingien. L’autorité du roi semble lointaine aux paysans. La majorité des hommes libres du royaume vivent au contact du comte et de son délégué, le viguier. Ils les entendent par exemple au cours des séances du tribunal. Leur autorité est plus immédiate que celle du roi. Un lien étroit et personnel s’instaure donc : les paysans se placent sous la protection des Grands et entrent dans leur dépendance.
  - Au Xe siècle, les signes de l'autonomie princière se multiplient : les comtes et les ducs ont accaparé les fonctions publiques et les droits jusqu'ici réservés au roi. Ils édifient des tours et des forts, puis de véritables châteaux en pierre, sans autorisation. Après l’arrêt des invasions scandinaves, le château domine un territoire qui est tombé sous le ban d’un seigneur. Ils font frapper leur propre monnaie à leur effigie et à leur nom. Ils prennent sous leur protection le clergé et contrôlent les investitures épiscopales.

À la fin du Xe siècle, l’autorité centrale carolingienne a disparu au profit des aristocraties, en particulier des princes territoriaux ; c'est la fin de l’ordre carolingien et le triomphe des lignages aristocratiques.

### L'avènement des Unrochides en Italie (875-915)
L'exemple de l'avènement des Unrochides en Italie illustre à merveille la manière dont se passe la transition du pouvoir des Carolingiens vers les grands de l'aristocratie impériale, puis l'émiettement que connaît le pouvoir royal dans les mains de ces derniers.

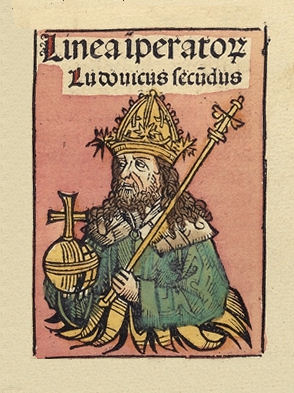
dans la Chronique de Nuremberg.

Sous le règne du Carolingien Louis II d'Italie (850-875), titulaire de la dignité impériale, le pouvoir royal peut sembler un temps renforcé en Italie. Mais ce dernier meurt sans héritier en 875. Le pouvoir est alors de fait aux mains de la dynastie des Widonides, dont le représentant détient la charge de duc de Spolète, et aux mains de la dynastie des Unrochides, dont le représentant détient la charge de marquis de Frioul.
Les membres de cette dernière famille sont des Francs : Évrard, leur ancêtre, a reçu la marche de Frioul dès la création de celle-ci en 837 par Lothaire Ier, et ils sont rattachés à la lignée carolingienne par leur mère Gisèle, fille de Louis le Pieux. En 875, les Unrochides considèrent encore le Nord de la France (la région de Lille) comme l'un des centres de leur pouvoir. S'ils n'ont pas, au départ, de prétentions à briguer le pouvoir royal, ce sont la vacance de ce pouvoir en Italie et les circonstances difficiles à la fin du Xe siècle qui, en définitive, portent l'un d'entre eux (le marquis Bérenger Ier) à accéder au trône d'Italie, puis à l'empire.
Bérenger Ier, seul héritier mâle de sa famille en 874, en effet, soutient dans un premier temps les prétentions du Carolingien de Francie orientale au trône d'Italie. Les héritiers possibles sont alors Carloman, le fils de Louis le Germanique, puis son frère, Charles le Gros. À la mort du deuxième, toutefois, il n'y a plus aucun Carolingien qui soit en mesure d'asseoir son autorité en Italie.
Les rivaux traditionnels des Unrochides dans la péninsule, à savoir les Widonides de Spolète qui ont des possessions autour de Nantes, apparaissent alors comme des candidats potentiels au trône de Francie occidentale. Aussi, Bérenger accède personnellement au trône d'Italie en 887 : pour contrecarrer les ambitions des Widonides, il met ainsi fin, dans les faits, à l'idée de l'unité carolingienne.
Cependant, à ce moment l'homme ne dispose pas d'appuis dépassant le cadre régional et encore y est-il contesté, notamment par l'influence que prennent les Widonides sur la papauté (voir Pornocratie). Jusqu'à la mort de son compétiteur, le duc Lambert de Spolète, en 898, il ne contrôle pas le territoire italien. De plus, il est obligé de faire face à la menace hongroise. Lors de l'invasion du royaume d'Italie, en 899, il doit alors composer avec les cadres militaires carolingiens, c'est-à-dire réunir l'ost : les Italiens subissent une défaite sanglante.
À la suite de cet événement, la stratégie de Bérenger change : il accepte désormais de nombreux compromis avec les pouvoirs locaux : des enceintes sont érigées et échappent au contrôle royal ; l'autorité publique est conférée, sans contrepartie, à des évêques, etc. Le résultat de cette nouvelle politique est un émiettement important et irréversible de l'autorité royale dans la péninsule.
Faisant appel à des mercenaires hongrois contre les Italiens qui se rebellent contre son autorité, Bérenger accède finalement à la dignité impériale qu'il convoitait en 915, mais entre ses mains, celle-ci n'est plus que l'ombre du passé.

### Évolution du système monétaire
Sous les rois mérovingiens l'unique monnaie existante était en or. Sa valeur était telle qu'elle ne servait qu'aux transactions internationales et dans le commerce de gros. Les petits marchands de détail ne pouvaient l'utiliser et devaient se rabattre sur le troc. L'inconvénient de ce système leur donnait l'impossibilité de réaliser des économies, car la plupart du temps c'étaient des matières périssables ou un service qui étaient échangés.

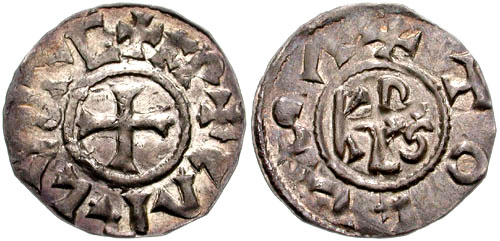
Denier d'argent sous Charlemagne.

Avec l'avènement des Carolingiens, une nouvelle monnaie fit son apparition, celle en argent. Lors de l'édit de Pîtres en 864, la valeur de cette nouvelle monnaie fut fixée selon la valeur suivante : une pièce d'or vaut douze pièces d'argent. La révolution économique étant au rendez-vous, les petits commerçants avaient enfin une monnaie adaptée à la valeur de leurs petites marchandises et à la vie quotidienne des gens du commun. Avec cette nouvelle monnaie, les commerçants pouvaient enfin économiser le fruit de leur travail et financer des projets de plus en plus coûteux. L'apparition dans les grandes villes d'une nouvelle bourgeoisie et les foires marchandes qui devenaient des marchés permanents témoignent de cette richesse. Le succès fut tel que, l'argent devenant très rapidement de plus en plus rare, la monnaie constituée par ce métal commença à prendre de la valeur et se rapprocher de celle de l'or. Afin d'éviter une crise monétaire, il fut décidé d'alléger et de réduire la taille des pièces en argent tout en leur conservant la même valeur. Face à cette nouvelle monnaie d'argent, la méfiance était telle que les fonctionnaires royaux eurent recours à de véritables méthodes de terreur afin de la faire accepter[réf. nécessaire].

### Déclin du système militaire
Les Francs ont toujours été une nation guerrière, cela se vérifiera aussi bien sous le règne des Mérovingiens que des Carolingiens. Ainsi sous Charles Martel, Pépin le Bref ou Charlemagne, chaque été fut une occasion de mener une expédition militaire pour remplir les caisses du royaume. Ces guerres et leur organisation étaient décidées à l'assemblée générale annuelle, qui était composée de hauts aristocrates.
En principe tous les hommes libres étaient tenus d'assister aux expéditions, ce qui est un héritage direct du système militaire mérovingien. Cependant, les campagnes militaires devenaient de plus en plus difficiles à mesure que le territoire s'étendait, de plus, le soldat ne recevait pas de solde et devait apporter soi-même sa nourriture, ses vêtements et ses armes. Ainsi à l'époque carolingienne le service militaire devenait la charge la plus lourde des hommes libres à cause de son coût mais aussi car ces expéditions rapportaient de moins en moins de butins de guerre. La conséquence était un appauvrissement général des soldats qui finissaient soit par vendre tous leurs biens lorsqu'ils possédaient quelque chose, soit entrer dans les ordres ou bien devenir simples brigands ou malfaiteurs.
Charlemagne tentera en vain de remédier à cette situation en allégeant certaines charges, essentiellement en direction des soldats les plus pauvres, favorisant ainsi la cavalerie. Le prix de l'armement et de l'équipement des cavaliers était très élevé. Afin d'éviter d'avoir à payer cette lourde charge mais tout de même essentielle, les Carolingiens ont commencé à distribuer des terres à leurs vassaux directs afin qu'ils s'enrichissent par eux-mêmes et accomplissent leur service militaire dans la cavalerie. Finalement ces mesures ont permis l'apparition d'une véritable armée de métier dont les soldats, riches propriétaires terriens ou issus de la noblesse, étaient mieux équipés et mieux entraînés que leurs prédécesseurs.

### Début de la féodalité
L'introduction de la vassalité et du « bénéfice », dans ce cas le fief, fut une des réalisations majeures des Carolingiens. Pleinement développé dans tous les États nés de la dislocation de l'Empire après l'époque carolingienne, ce système se nommera féodalité. En principe, la vassalité était fondée sur un engagement privé entre hommes libres, dont l'un, le vassal, se mettait au service d'un autre et qui en échange de la protection de ce dernier, le reconnaissait pour seigneur. La vassalité existait déjà à l'époque mérovingienne, car dans des sociétés où l'ordre public était quasiment inexistant, l'insécurité ambiante obligeait les personnes à chercher un protecteur. La véritable innovation des Carolingiens fut que le seigneur était de plus en plus amené à récompenser son vassal en lui fournissant des terres ou d'autres biens qu'on appelait « bienfait » ou « bénéfice », et qu'à partir du Xe siècle on appela « fief », complément et contrepartie désormais du vasselage. Le second avantage de cette pratique était que le seigneur n'avait plus à entretenir directement les vassaux comme ce fut le cas auparavant. Les terres données aux vassaux provenaient des domaines royaux mais aussi et de plus en plus (notamment à cause des insuffisances des réserves royales), sur les biens des monastères et des églises. La féodalité carolingienne permit l'émergence d'une nouvelle noblesse qui allait fournir en premier lieu les cadres de l'armée et sa section la plus efficace, la cavalerie lourde. De plus, dans les lointaines régions ou celles nouvellement acquises, les vassaux royaux formèrent de véritables entreprises coloniales comme ce fut le cas en Aquitaine par exemple. Enfin la vassalité a permis aux rois carolingiens, comme Pépin et Charlemagne, de fidéliser et ainsi de mieux contrôler les comtes.

## La renaissance carolingienne

### L'instruction

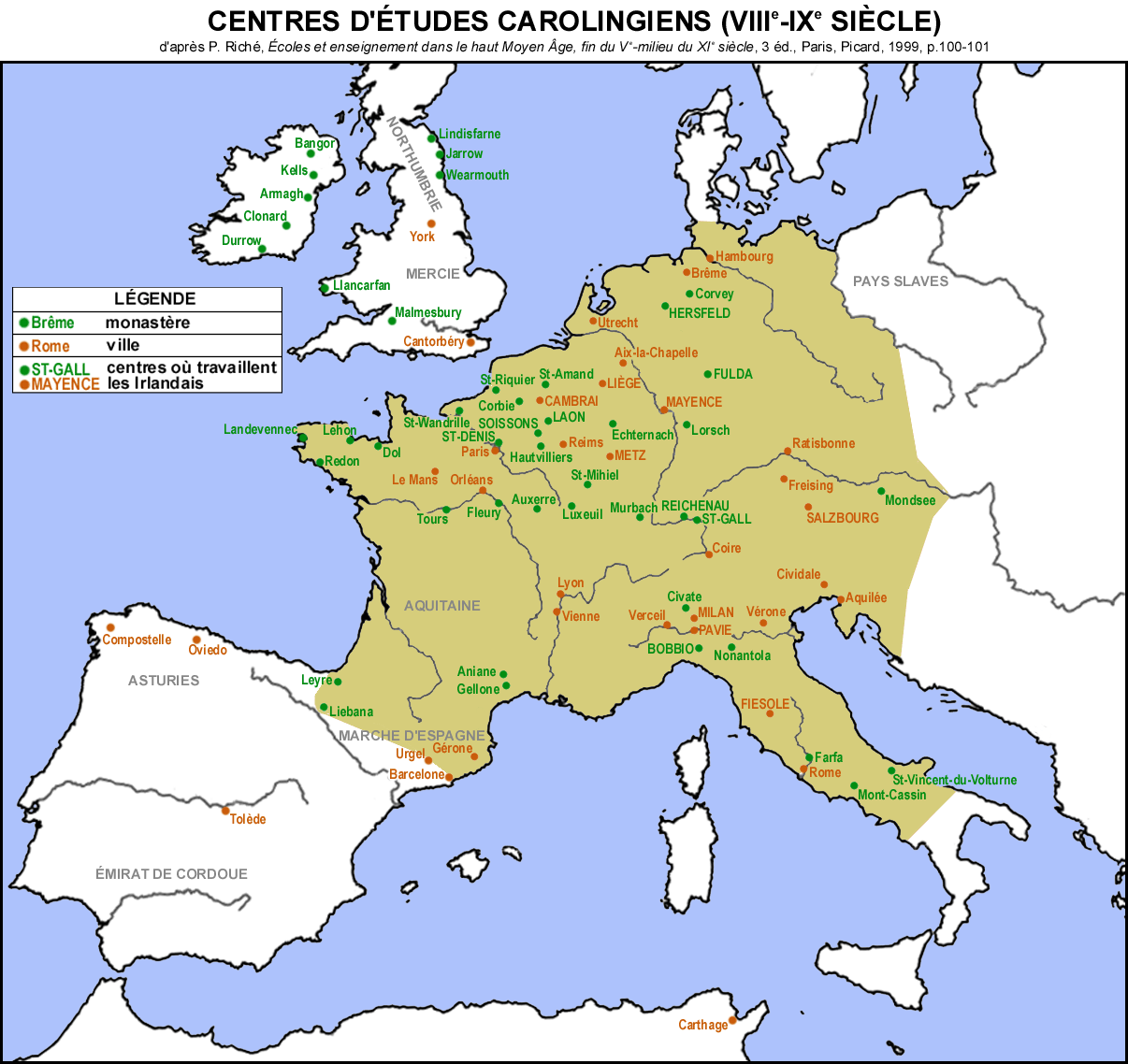
Centres d'études carolingiens, : en vert les écoles monastiques, en orange les écoles épiscopales.

Les Francs n'ont pas, à proprement parler, peuplé significativement la Gaule. Au nombre d'environ 40 000 hommes, femmes et enfants selon Grégoire de Tours, les Francs ont occupé les places et positions de pouvoir, se fondant dans la population gallo-romaine. Dans les décennies qui ont suivi la chute de l'Empire romain et les grandes invasions, la population avait partiellement déserté les villes et villages et s'était souvent regroupée dans les forêts et autour de monastères, souvent créés dans ce contexte de fuite. Ces centres avaient sauvegardé la culture et les savoir-faire gallo-romains, mais néanmoins cette nouvelle société, qualifiée désormais de franque, était majoritairement illettrée, et ignorait aussi bien les sciences religieuses que profanes. Cette situation perdura sous Charles Martel et Pépin le Bref ou son fils Carloman qui, bien que n'étant pas analphabètes, avaient d'autres priorités (notamment militaires et politiques) plus importantes que l'éducation et l'organisation d'écoles.
C'est avec Charlemagne que cette situation changea. Lui-même avait reçu une éducation plus approfondie que celle de ses prédécesseurs, il connaissait le latin et dans une moindre mesure le grec. Il avait aussi des notions de mathématiques et d'astronomie. L'Empire carolingien ayant des lacunes au niveau de l'éducation classique et de l'instruction, Charlemagne fit appel aux enseignants les plus éminents de son temps en Europe, venus pour certains des pays anglo-saxons ou de Lombardie.
Charlemagne, souverain pieux, avait un intérêt marqué pour l'étude des textes religieux. C'est pourquoi il appela l'Anglo-Saxon Alcuin en 782 pour effectuer un recensement et une étude poussée des textes religieux anciens conservés en Gaule. Aussi, la « renaissance carolingienne » commença avec le but d'éduquer et former des cadres religieux compétents et maîtrisant les différentes analyses et interprétations religieuses. Charlemagne, soucieux de la conservation de ces textes anciens, ordonna que dans les monastères et églises soient créés des écoles et des ateliers de copie. À partir de cette impulsion religieuse, l'Empire carolingien allait initier un véritable renouveau intellectuel et littéraire à travers tout le territoire de la Gaule.

### L'essor des arts et des lettres

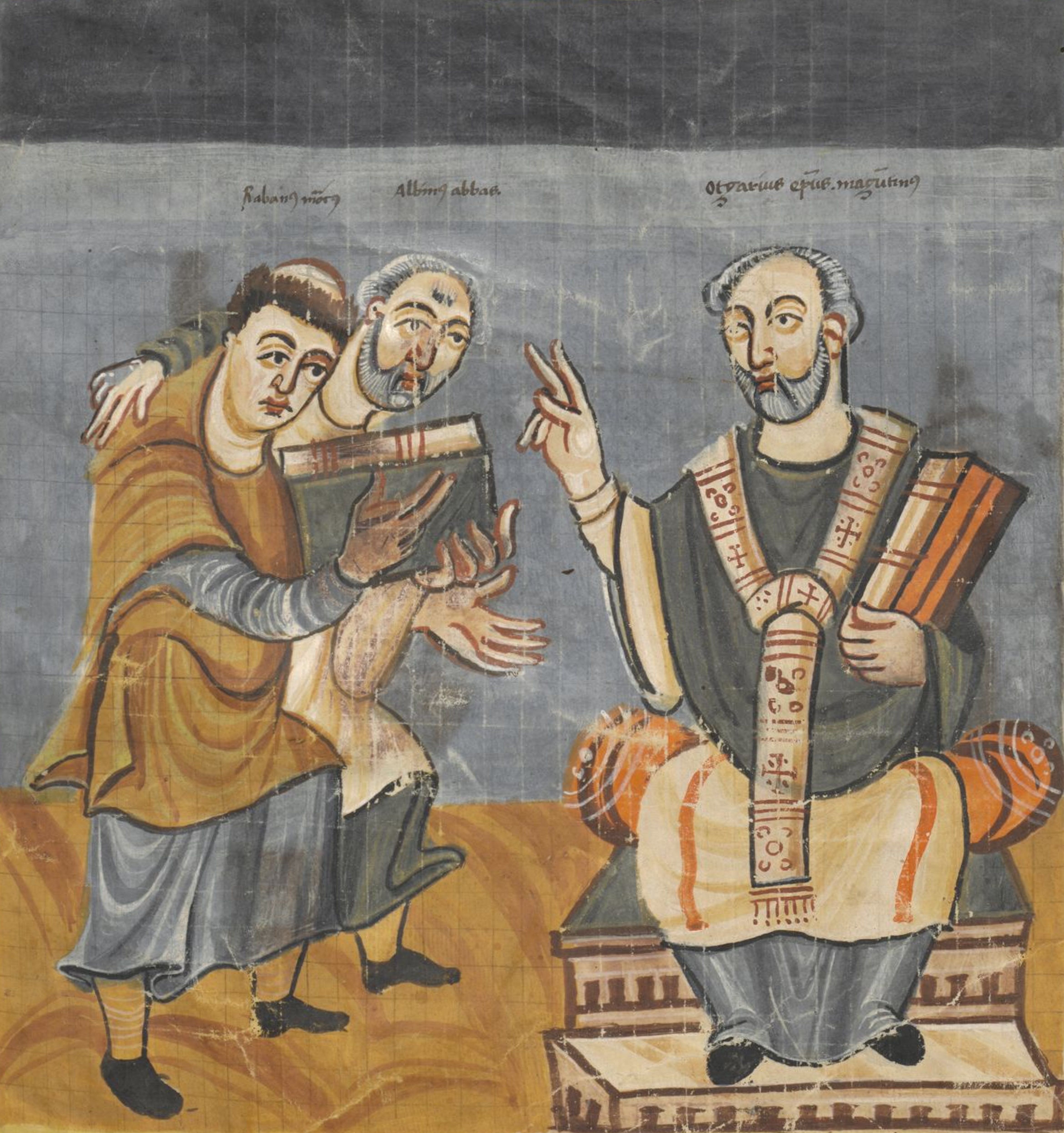
Raban Maur (gauche), soutenu par Alcuin (milieu), dédicace son œuvre à l'archevêque Otgar de Mayence (droite).

Très rapidement, les Francs font revivre le passé latin de la Gaule bien éloigné de la culture barbare des premiers mérovingiens. Aix-la-Chapelle, ville où Charlemagne avait établi sa cour, fut très rapidement appelée la « Rome nouvelle » par Alcuin tant les arts et la poésie y foisonnaient. De nombreux clercs et dignitaires qui y venaient, étaient tellement impressionnés qu'ils n'hésitaient pas, de retour dans leurs fiefs, à imiter l’œuvre de Charlemagne ; ceci avait pour effet de déplacer lentement le centre de gravité de l'éducation carolingienne initiée à Aix-la-Chapelle vers le centre de la Gaule.
Malgré le fait que les héritiers de Charlemagne étaient nettement moins portés sur l'éducation, l'œuvre intellectuelle et littéraire se poursuivit. Relayés par les monastères et les églises, cet âge d'or carolingien dura plusieurs siècles. Encore aujourd'hui, la plupart des textes latins conservés sont parvenus jusqu'à nous grâce aux initiatives de Charlemagne, sans lequel tout un pan de la culture gallo-romaine aurait été perdu.

## Institutions sous les Carolingiens

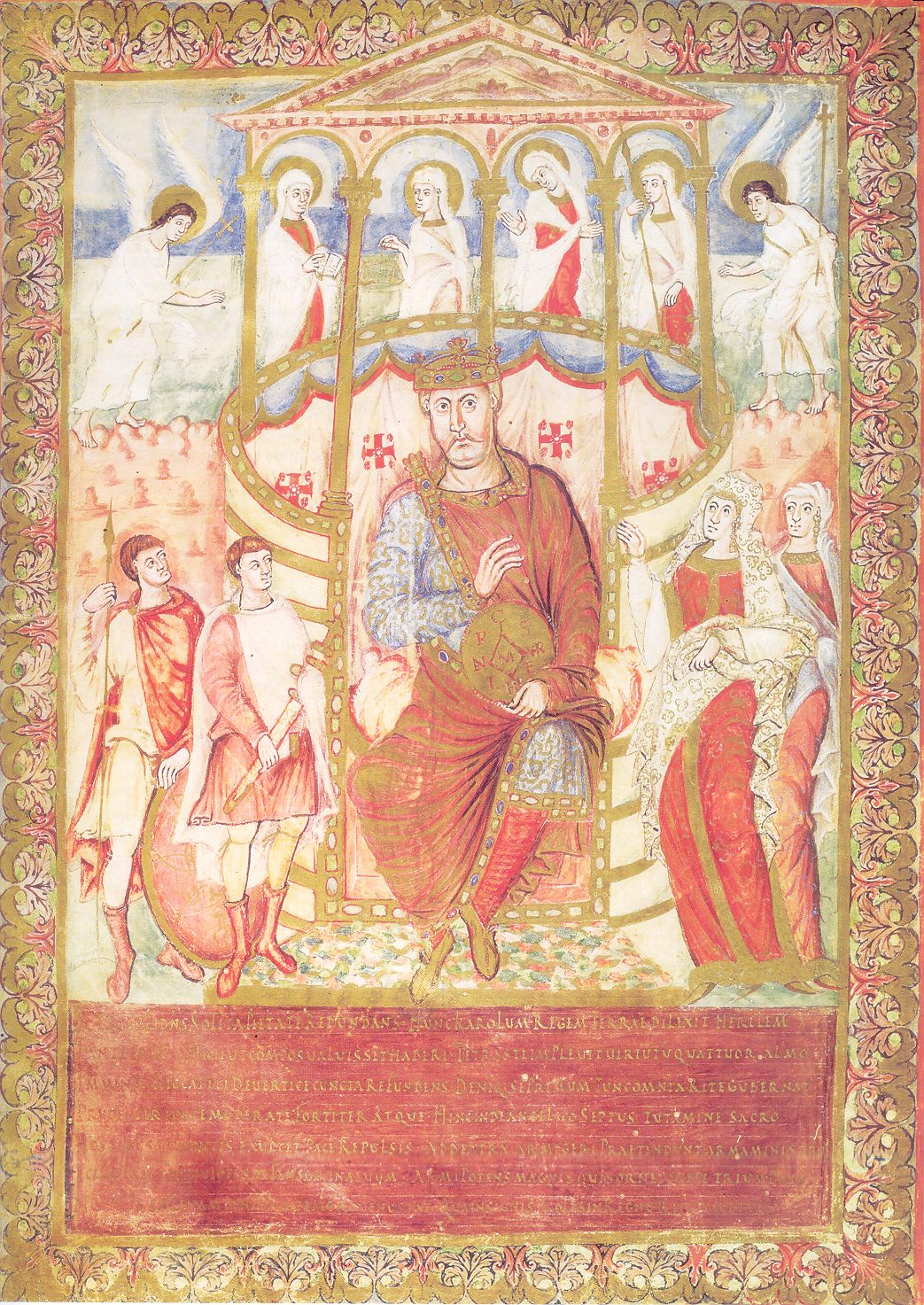
Bible carolingienne (fin du IXe siècle), dédicacée à « Rex Carolus » (Charles II le Chauve).

Dans une société marquée par la religion catholique, les Carolingiens s'appuient sur une administration laïque et ecclésiastique. Le palais reste l'administration centrale de la royauté et ses structures restent les mêmes que sous les rois Mérovingiens. Néanmoins, la charge de maire du palais disparaît, ses fonctions sont réparties entre le sénéchal pour l'intendance et le comte du palais pour la justice. Autre évolution, la chancellerie, désormais dirigée par un archichancelier issu de l'Église, recrute ses membres parmi les clercs du royaume.
Dans les provinces, le système hiérarchique reste le même, mais un lien de fidélité vassalique entre le monarque et ses agents (surtout les ducs et les marquis) se met en place en échange de terres. Jusqu'au milieu du IXe siècle, des ecclésiastiques, les missi dominici, contrôlent et inspectent les agents royaux pour le compte du souverain. La disparition de cette fonction fait perdre à la monarchie son contrôle sur les agents de terrain, qui finissent par échapper au pouvoir central. La justice évolue à l'initiative de Charlemagne, les tribunaux sont désormais composés d'échevins nommés à vie par les missi dominici, qui récupèrent du même coup la présidence, en rotation avec les comtes.

## Place et rôle des femmes et des hommes dans la société carolingienne

### Statut selon le genre
De façon générale, la société carolingienne est très ordonnée et hiérarchisée. Si l'on considère les hommes et les femmes, on constate qu'ils ont des statuts, des droits et des rôles distincts ; toutefois, la condition sociale des individus peut être parfois plus déterminante en matière de différences. Il existe une sorte de tutelle, nommée « mundium », du père ou de l'époux sur la femme : celle-ci est juridiquement sous sa protection mais aussi sous son contrôle. Au quotidien, femmes et hommes vivent ensemble, mais certaines activités et certains lieux sont dévolus à l'un ou l'autre genre : seuls les hommes labourent les champs, même si les femmes participent à d'autres activités agricoles, et pour les femmes travaillant les fils et tissus, il existe des constructions spécifiques. Progressivement, alors que l'ensemble de la société se hiérarchisait, les hommes ont pris le contrôle sur leur famille et les femmes de celle-ci. De plus, l'influence de la religion chrétienne et les discours religieux sur les femmes, vues comme étant secondes après l'homme (selon l'une des lectures de la conception d'Ève et Adam), faibles moralement et physiquement, font que ces dernières sont peu à peu éloignées de rôles et lieux religieux — les abbesses elles-mêmes perdant en autonomie au sein de leurs monastères.
Certaines femmes liées aux hommes importants de l'époque jouent un rôle dans la politique et la société : il en est ainsi de Plectrude qui aide les maires du palais de son époque ; de Bertrade de Laon (ou Berthe), qui reçoit le sacre avec son époux Pépin le Bref (ils seront les parents de Charlemagne) et prend part aux affaires du royaume ; ou de Gisèle, sœur de Charlemagne qui a sûrement aussi eu de l'influence sur Alcuin et lui. Toutefois, certains ne voient pas d'un bon œil une femme qui pourrait les gouverner et protestent contre Fastrade, l'une des épouses de Charlemagne, lorsque celle-ci reçoit certains pouvoirs politiques.
Les religieuses de la période apportent aussi à celle-ci et à la Renaissance carolingienne, notamment dans la copie et dans la création artistique.

### Évolutions du mariage
Par ailleurs, le statut de l'union d'un couple est peu à peu modifié : les dirigeants et les religieux souhaitent que le mariage soit rendu plus officiel et moins facile à dénouer ; progressivement, les gouvernants et religieux vont le réglementer, touchant ainsi au domaine familial, et ceci en lien avec l'idée de le rendre plus stable, avec des relations affectueuses et respectueuses, qui reflète aussi l'ordre souhaité dans la société. Le mariage est à l'époque surtout un accord entre deux familles, qui s'accompagne d'échanges de biens, et il n'y a pas besoin de cérémonie religieuse ; les rois veulent surtout qu'il soit rendu public et qu'il soit stable dans le temps, les religieux ne veulent plus du mariage par enlèvement, ni de mariages dans la parenté. Hincmar, archevêque de Reims à cette période, sera un auteur important concernant le mariage chrétien, y compris dans la suite du Moyen Âge ; il souhaite l'accord de la future épouse (même si celui de l'homme chef de sa famille prédomine), de bonnes relations matrimoniales et une consommation du mariage qui en atteste la légalité. Dans les années 850-860, même le roi Lothaire II, contraint par les autorités religieuses, ne peut plus divorcer ; ce genre de jeux de pouvoir autour de la question du mariage aura lieu durant une période de stabilisation des pratiques. La valeur du mariage entre esclaves est moins considérée que pour les personnes libres.

### Éducation
Dans les familles des puissants, l'éducation est de mise, y compris pour les femmes ; la comtesse Dhuoda (vers 800 - après 843) pourra ainsi écrire un traité destiné à l'éducation de son fils Guillaume.

### Esclavage
Dans la société carolingienne, certaines personnes, femmes comme hommes, sont des esclaves ; l'évolution de la société au fil du temps, qui favorise le pouvoir des aristocrates, tend à amener le statut du paysan libre vers celui de l'esclave.

## Arbre généalogique simplifié
|  |  |                                |                                |                                |                                |                                |                                |  |  |                                           |                                           |                                           |                                           |                                           |                                           |  |  |                                                |                                                |                                                |                                                |                                                |                                                |  |  |                               |                               |                               |                               |                               |                               |  |  |                                                   |                                                   |                                                   |                                                   | Charles Martel maire du palais                    |                                                   |  |  |                                           |                                           |                                           |                                           |                                           |                                           |  |  |                                                 |                                                 |                                                 |                                                 |                                                 |                                                 |  |  |                                                   |                                                   |                                                   |                                                   |                                                   |                                                   |                                         |                                         |                                           |                                           |                                           |                                           |                                           |                                           |                                  |                                  |                                  |                                  |  |  |  |  |  |  |  |  |  |  |  |  |  |  |  |  |  |  |  |  |  |  |  |  |  |  |  |  |  |  |  |  |  |  |  |  |  |  |  |  |  |  |  |  |  |  |  |  |
|  |  |                                |                                |                                |                                |                                |                                |  |  |                                           |                                           |                                           |                                           |                                           |                                           |  |  |                                                |                                                |                                                |                                                |                                                |                                                |  |  |                               |                               |                               |                               |                               |                               |  |  |                                                   |                                                   |                                                   |                                                   |                                                   |                                                   |  |  |                                           |                                           |                                           |                                           |                                           |                                           |  |  |                                                 |                                                 |                                                 |                                                 |                                                 |                                                 |  |  |                                                   |                                                   |                                                   |                                                   |                                                   |                                                   |                                         |                                         |                                           |                                           |                                           |                                           |                                           |                                           |                                  |                                  |                                  |                                  |  |  |  |  |  |  |  |  |  |  |  |  |  |  |  |  |  |  |  |  |  |  |  |  |  |  |  |  |  |  |  |  |  |  |  |  |  |  |  |  |  |  |  |  |  |  |  |  |
|  |  |                                |                                |                                |                                |                                |                                |  |  |                                           |                                           |                                           |                                           |                                           |                                           |  |  |                                                |                                                |                                                |                                                |                                                |                                                |  |  |                               |                               |                               |                               |                               |                               |  |  |                                                   |                                                   |                                                   |                                                   | Pépin le Bref roi des Francs                      |                                                   |  |  |                                           |                                           |                                           |                                           |                                           |                                           |  |  |                                                 |                                                 |                                                 |                                                 |                                                 |                                                 |  |  |                                                   |                                                   |                                                   |                                                   |                                                   |                                                   |                                         |                                         |                                           |                                           |                                           |                                           |                                           |                                           |                                  |                                  |                                  |                                  |  |  |  |  |  |  |  |  |  |  |  |  |  |  |  |  |  |  |  |  |  |  |  |  |  |  |  |  |  |  |  |  |  |  |  |  |  |  |  |  |  |  |  |  |  |  |  |  |
|  |  |                                |                                |                                |                                |                                |                                |  |  |                                           |                                           |                                           |                                           |                                           |                                           |  |  |                                                |                                                |                                                |                                                |                                                |                                                |  |  |                               |                               |                               |                               |                               |                               |  |  |                                                   |                                                   |                                                   |                                                   |                                                   |                                                   |  |  |                                           |                                           |                                           |                                           |                                           |                                           |  |  |                                                 |                                                 |                                                 |                                                 |                                                 |                                                 |  |  |                                                   |                                                   |                                                   |                                                   |                                                   |                                                   |                                         |                                         |                                           |                                           |                                           |                                           |                                           |                                           |                                  |                                  |                                  |                                  |  |  |  |  |  |  |  |  |  |  |  |  |  |  |  |  |  |  |  |  |  |  |  |  |  |  |  |  |  |  |  |  |  |  |  |  |  |  |  |  |  |  |  |  |  |  |  |  |
|  |  |                                |                                |                                |                                |                                |                                |  |  |                                           |                                           |                                           |                                           |                                           |                                           |  |  |                                                |                                                |                                                |                                                |                                                |                                                |  |  |                               |                               |                               |                               |                               |                               |  |  |                                                   |                                                   |                                                   |                                                   |                                                   |                                                   |  |  |                                           |                                           |                                           |                                           |                                           |                                           |  |  |                                                 |                                                 |                                                 |                                                 |                                                 |                                                 |  |  |                                                   |                                                   |                                                   |                                                   |                                                   |                                                   |                                         |                                         |                                           |                                           |                                           |                                           |                                           |                                           |                                  |                                  |                                  |                                  |  |  |  |  |  |  |  |  |  |  |  |  |  |  |  |  |  |  |  |  |  |  |  |  |  |  |  |  |  |  |  |  |  |  |  |  |  |  |  |  |  |  |  |  |  |  |  |  |
|  |  |                                |                                |                                |                                |                                |                                |  |  |                                           |                                           |                                           |                                           |                                           |                                           |  |  |                                                |                                                |                                                |                                                |                                                |                                                |  |  |                               |                               |                               |                               |                               |                               |  |  | Charlemagne roi des Francs empereur d'Occident    | Charlemagne roi des Francs empereur d'Occident    | Charlemagne roi des Francs empereur d'Occident    | Charlemagne roi des Francs empereur d'Occident    | Charlemagne roi des Francs empereur d'Occident    | Charlemagne roi des Francs empereur d'Occident    |  |  | Carloman Ier roi des Francs               | Carloman Ier roi des Francs               | Carloman Ier roi des Francs               | Carloman Ier roi des Francs               | Carloman Ier roi des Francs               | Carloman Ier roi des Francs               |  |  | Sainte Gisèle Abbesse                           | Sainte Gisèle Abbesse                           | Sainte Gisèle Abbesse                           | Sainte Gisèle Abbesse                           | Sainte Gisèle Abbesse                           | Sainte Gisèle Abbesse                           |  |  |                                                   |                                                   |                                                   |                                                   |                                                   |                                                   |                                         |                                         |                                           |                                           |                                           |                                           |                                           |                                           |                                  |                                  |                                  |                                  |  |  |  |  |  |  |  |  |  |  |  |  |  |  |  |  |  |  |  |  |  |  |  |  |  |  |  |  |  |  |  |  |  |  |  |  |  |  |  |  |  |  |  |  |  |  |  |  |
|  |  |                                |                                |                                |                                |                                |                                |  |  |                                           |                                           |                                           |                                           |                                           |                                           |  |  |                                                |                                                |                                                |                                                |                                                |                                                |  |  |                               |                               |                               |                               |                               |                               |  |  | Charlemagne roi des Francs empereur d'Occident    | Charlemagne roi des Francs empereur d'Occident    | Charlemagne roi des Francs empereur d'Occident    | Charlemagne roi des Francs empereur d'Occident    | Charlemagne roi des Francs empereur d'Occident    | Charlemagne roi des Francs empereur d'Occident    |  |  | Carloman Ier roi des Francs               | Carloman Ier roi des Francs               | Carloman Ier roi des Francs               | Carloman Ier roi des Francs               | Carloman Ier roi des Francs               | Carloman Ier roi des Francs               |  |  | Sainte Gisèle Abbesse                           | Sainte Gisèle Abbesse                           | Sainte Gisèle Abbesse                           | Sainte Gisèle Abbesse                           | Sainte Gisèle Abbesse                           | Sainte Gisèle Abbesse                           |  |  |                                                   |                                                   |                                                   |                                                   |                                                   |                                                   |                                         |                                         |                                           |                                           |                                           |                                           |                                           |                                           |                                  |                                  |                                  |                                  |  |  |  |  |  |  |  |  |  |  |  |  |  |  |  |  |  |  |  |  |  |  |  |  |  |  |  |  |  |  |  |  |  |  |  |  |  |  |  |  |  |  |  |  |  |  |  |  |
|  |  |                                |                                |                                |                                |                                |                                |  |  |                                           |                                           |                                           |                                           |                                           |                                           |  |  |                                                |                                                |                                                |                                                |                                                |                                                |  |  |                               |                               |                               |                               |                               |                               |  |  |                                                   |                                                   |                                                   |                                                   |                                                   |                                                   |  |  |                                           |                                           |                                           |                                           |                                           |                                           |  |  |                                                 |                                                 |                                                 |                                                 |                                                 |                                                 |  |  |                                                   |                                                   |                                                   |                                                   |                                                   |                                                   |                                         |                                         |                                           |                                           |                                           |                                           |                                           |                                           |                                  |                                  |                                  |                                  |  |  |  |  |  |  |  |  |  |  |  |  |  |  |  |  |  |  |  |  |  |  |  |  |  |  |  |  |  |  |  |  |  |  |  |  |  |  |  |  |  |  |  |  |  |  |  |  |
|  |  |                                |                                |                                |                                |                                |                                |  |  |                                           |                                           |                                           |                                           |                                           |                                           |  |  | Pépin d'Italie roi des Francs roi des Lombards | Pépin d'Italie roi des Francs roi des Lombards | Pépin d'Italie roi des Francs roi des Lombards | Pépin d'Italie roi des Francs roi des Lombards | Pépin d'Italie roi des Francs roi des Lombards | Pépin d'Italie roi des Francs roi des Lombards |  |  |                               |                               |                               |                               |                               |                               |  |  | Louis le Pieux roi des Francs empereur d'Occident | Louis le Pieux roi des Francs empereur d'Occident | Louis le Pieux roi des Francs empereur d'Occident | Louis le Pieux roi des Francs empereur d'Occident | Louis le Pieux roi des Francs empereur d'Occident | Louis le Pieux roi des Francs empereur d'Occident |  |  |                                           |                                           |                                           |                                           |                                           |                                           |  |  | Charles le Jeune roi des Francs roi de Neustrie | Charles le Jeune roi des Francs roi de Neustrie | Charles le Jeune roi des Francs roi de Neustrie | Charles le Jeune roi des Francs roi de Neustrie | Charles le Jeune roi des Francs roi de Neustrie | Charles le Jeune roi des Francs roi de Neustrie |  |  |                                                   |                                                   |                                                   |                                                   |                                                   |                                                   |                                         |                                         |                                           |                                           |                                           |                                           |                                           |                                           |                                  |                                  |                                  |                                  |  |  |  |  |  |  |  |  |  |  |  |  |  |  |  |  |  |  |  |  |  |  |  |  |  |  |  |  |  |  |  |  |  |  |  |  |  |  |  |  |  |  |  |  |  |  |  |  |
|  |  |                                |                                |                                |                                |                                |                                |  |  |                                           |                                           |                                           |                                           |                                           |                                           |  |  | Pépin d'Italie roi des Francs roi des Lombards | Pépin d'Italie roi des Francs roi des Lombards | Pépin d'Italie roi des Francs roi des Lombards | Pépin d'Italie roi des Francs roi des Lombards | Pépin d'Italie roi des Francs roi des Lombards | Pépin d'Italie roi des Francs roi des Lombards |  |  |                               |                               |                               |                               |                               |                               |  |  | Louis le Pieux roi des Francs empereur d'Occident | Louis le Pieux roi des Francs empereur d'Occident | Louis le Pieux roi des Francs empereur d'Occident | Louis le Pieux roi des Francs empereur d'Occident | Louis le Pieux roi des Francs empereur d'Occident | Louis le Pieux roi des Francs empereur d'Occident |  |  |                                           |                                           |                                           |                                           |                                           |                                           |  |  | Charles le Jeune roi des Francs roi de Neustrie | Charles le Jeune roi des Francs roi de Neustrie | Charles le Jeune roi des Francs roi de Neustrie | Charles le Jeune roi des Francs roi de Neustrie | Charles le Jeune roi des Francs roi de Neustrie | Charles le Jeune roi des Francs roi de Neustrie |  |  |                                                   |                                                   |                                                   |                                                   |                                                   |                                                   |                                         |                                         |                                           |                                           |                                           |                                           |                                           |                                           |                                  |                                  |                                  |                                  |  |  |  |  |  |  |  |  |  |  |  |  |  |  |  |  |  |  |  |  |  |  |  |  |  |  |  |  |  |  |  |  |  |  |  |  |  |  |  |  |  |  |  |  |  |  |  |  |
|  |  |                                |                                |                                |                                |                                |                                |  |  |                                           |                                           |                                           |                                           |                                           |                                           |  |  |                                                |                                                |                                                |                                                |                                                |                                                |  |  |                               |                               |                               |                               |                               |                               |  |  |                                                   |                                                   |                                                   |                                                   |                                                   |                                                   |  |  |                                           |                                           |                                           |                                           |                                           |                                           |  |  |                                                 |                                                 |                                                 |                                                 |                                                 |                                                 |  |  |                                                   |                                                   |                                                   |                                                   |                                                   |                                                   |                                         |                                         |                                           |                                           |                                           |                                           |                                           |                                           |                                  |                                  |                                  |                                  |  |  |  |  |  |  |  |  |  |  |  |  |  |  |  |  |  |  |  |  |  |  |  |  |  |  |  |  |  |  |  |  |  |  |  |  |  |  |  |  |  |  |  |  |  |  |  |  |
|  |  |                                |                                |                                |                                |                                |                                |  |  | Lothaire Ier roi de Francie méd. empereur | Lothaire Ier roi de Francie méd. empereur | Lothaire Ier roi de Francie méd. empereur | Lothaire Ier roi de Francie méd. empereur | Lothaire Ier roi de Francie méd. empereur | Lothaire Ier roi de Francie méd. empereur |  |  |                                                |                                                |                                                |                                                |                                                |                                                |  |  | Pépin Ier roi d'Aquitaine     | Pépin Ier roi d'Aquitaine     | Pépin Ier roi d'Aquitaine     | Pépin Ier roi d'Aquitaine     | Pépin Ier roi d'Aquitaine     | Pépin Ier roi d'Aquitaine     |  |  |                                                   |                                                   |                                                   |                                                   |                                                   |                                                   |  |  | Louis II le Germanique roi de Francie or. | Louis II le Germanique roi de Francie or. | Louis II le Germanique roi de Francie or. | Louis II le Germanique roi de Francie or. | Louis II le Germanique roi de Francie or. | Louis II le Germanique roi de Francie or. |  |  |                                                 |                                                 |                                                 |                                                 |                                                 |                                                 |  |  | Charles II le Chauve roi de Francie occ. empereur | Charles II le Chauve roi de Francie occ. empereur | Charles II le Chauve roi de Francie occ. empereur | Charles II le Chauve roi de Francie occ. empereur | Charles II le Chauve roi de Francie occ. empereur | Charles II le Chauve roi de Francie occ. empereur |                                         |                                         |                                           |                                           |                                           |                                           |                                           |                                           |                                  |                                  |                                  |                                  |  |  |  |  |  |  |  |  |  |  |  |  |  |  |  |  |  |  |  |  |  |  |  |  |  |  |  |  |  |  |  |  |  |  |  |  |  |  |  |  |  |  |  |  |  |  |  |  |
|  |  |                                |                                |                                |                                |                                |                                |  |  | Lothaire Ier roi de Francie méd. empereur | Lothaire Ier roi de Francie méd. empereur | Lothaire Ier roi de Francie méd. empereur | Lothaire Ier roi de Francie méd. empereur | Lothaire Ier roi de Francie méd. empereur | Lothaire Ier roi de Francie méd. empereur |  |  |                                                |                                                |                                                |                                                |                                                |                                                |  |  | Pépin Ier roi d'Aquitaine     | Pépin Ier roi d'Aquitaine     | Pépin Ier roi d'Aquitaine     | Pépin Ier roi d'Aquitaine     | Pépin Ier roi d'Aquitaine     | Pépin Ier roi d'Aquitaine     |  |  |                                                   |                                                   |                                                   |                                                   |                                                   |                                                   |  |  | Louis II le Germanique roi de Francie or. | Louis II le Germanique roi de Francie or. | Louis II le Germanique roi de Francie or. | Louis II le Germanique roi de Francie or. | Louis II le Germanique roi de Francie or. | Louis II le Germanique roi de Francie or. |  |  |                                                 |                                                 |                                                 |                                                 |                                                 |                                                 |  |  | Charles II le Chauve roi de Francie occ. empereur | Charles II le Chauve roi de Francie occ. empereur | Charles II le Chauve roi de Francie occ. empereur | Charles II le Chauve roi de Francie occ. empereur | Charles II le Chauve roi de Francie occ. empereur | Charles II le Chauve roi de Francie occ. empereur |                                         |                                         |                                           |                                           |                                           |                                           |                                           |                                           |                                  |                                  |                                  |                                  |  |  |  |  |  |  |  |  |  |  |  |  |  |  |  |  |  |  |  |  |  |  |  |  |  |  |  |  |  |  |  |  |  |  |  |  |  |  |  |  |  |  |  |  |  |  |  |  |
|  |  |                                |                                |                                |                                |                                |                                |  |  |                                           |                                           |                                           |                                           |                                           |                                           |  |  |                                                |                                                |                                                |                                                |                                                |                                                |  |  |                               |                               |                               |                               |                               |                               |  |  |                                                   |                                                   |                                                   |                                                   |                                                   |                                                   |  |  |                                           |                                           |                                           |                                           |                                           |                                           |  |  |                                                 |                                                 |                                                 |                                                 |                                                 |                                                 |  |  |                                                   |                                                   |                                                   |                                                   |                                                   |                                                   |                                         |                                         |                                           |                                           |                                           |                                           |                                           |                                           |                                  |                                  |                                  |                                  |  |  |  |  |  |  |  |  |  |  |  |  |  |  |  |  |  |  |  |  |  |  |  |  |  |  |  |  |  |  |  |  |  |  |  |  |  |  |  |  |  |  |  |  |  |  |  |  |
|  |  | Louis II roi d'Italie empereur | Louis II roi d'Italie empereur | Louis II roi d'Italie empereur | Louis II roi d'Italie empereur | Louis II roi d'Italie empereur | Louis II roi d'Italie empereur |  |  | Lothaire II roi de Lotharingie            | Lothaire II roi de Lotharingie            | Lothaire II roi de Lotharingie            | Lothaire II roi de Lotharingie            | Lothaire II roi de Lotharingie            | Lothaire II roi de Lotharingie            |  |  | Charles roi de Provence                        | Charles roi de Provence                        | Charles roi de Provence                        | Charles roi de Provence                        | Charles roi de Provence                        | Charles roi de Provence                        |  |  | Pépin II roi d'Aquitaine      | Pépin II roi d'Aquitaine      | Pépin II roi d'Aquitaine      | Pépin II roi d'Aquitaine      | Pépin II roi d'Aquitaine      | Pépin II roi d'Aquitaine      |  |  | Carloman roi de Francie or.                       | Carloman roi de Francie or.                       | Carloman roi de Francie or.                       | Carloman roi de Francie or.                       | Carloman roi de Francie or.                       | Carloman roi de Francie or.                       |  |  | Louis III le Jeune roi de Francie or.     | Louis III le Jeune roi de Francie or.     | Louis III le Jeune roi de Francie or.     | Louis III le Jeune roi de Francie or.     | Louis III le Jeune roi de Francie or.     | Louis III le Jeune roi de Francie or.     |  |  | Charles le Gros roi de Francie or. empereur     | Charles le Gros roi de Francie or. empereur     | Charles le Gros roi de Francie or. empereur     | Charles le Gros roi de Francie or. empereur     | Charles le Gros roi de Francie or. empereur     | Charles le Gros roi de Francie or. empereur     |  |  | Louis II le Bègue roi de Francie occ.             | Louis II le Bègue roi de Francie occ.             | Louis II le Bègue roi de Francie occ.             | Louis II le Bègue roi de Francie occ.             | Louis II le Bègue roi de Francie occ.             | Louis II le Bègue roi de Francie occ.             |                                         |                                         |                                           |                                           |                                           |                                           |                                           |                                           |                                  |                                  |                                  |                                  |  |  |  |  |  |  |  |  |  |  |  |  |  |  |  |  |  |  |  |  |  |  |  |  |  |  |  |  |  |  |  |  |  |  |  |  |  |  |  |  |  |  |  |  |  |  |  |  |
|  |  | Louis II roi d'Italie empereur | Louis II roi d'Italie empereur | Louis II roi d'Italie empereur | Louis II roi d'Italie empereur | Louis II roi d'Italie empereur | Louis II roi d'Italie empereur |  |  | Lothaire II roi de Lotharingie            | Lothaire II roi de Lotharingie            | Lothaire II roi de Lotharingie            | Lothaire II roi de Lotharingie            | Lothaire II roi de Lotharingie            | Lothaire II roi de Lotharingie            |  |  | Charles roi de Provence                        | Charles roi de Provence                        | Charles roi de Provence                        | Charles roi de Provence                        | Charles roi de Provence                        | Charles roi de Provence                        |  |  | Pépin II roi d'Aquitaine      | Pépin II roi d'Aquitaine      | Pépin II roi d'Aquitaine      | Pépin II roi d'Aquitaine      | Pépin II roi d'Aquitaine      | Pépin II roi d'Aquitaine      |  |  | Carloman roi de Francie or.                       | Carloman roi de Francie or.                       | Carloman roi de Francie or.                       | Carloman roi de Francie or.                       | Carloman roi de Francie or.                       | Carloman roi de Francie or.                       |  |  | Louis III le Jeune roi de Francie or.     | Louis III le Jeune roi de Francie or.     | Louis III le Jeune roi de Francie or.     | Louis III le Jeune roi de Francie or.     | Louis III le Jeune roi de Francie or.     | Louis III le Jeune roi de Francie or.     |  |  | Charles le Gros roi de Francie or. empereur     | Charles le Gros roi de Francie or. empereur     | Charles le Gros roi de Francie or. empereur     | Charles le Gros roi de Francie or. empereur     | Charles le Gros roi de Francie or. empereur     | Charles le Gros roi de Francie or. empereur     |  |  | Louis II le Bègue roi de Francie occ.             | Louis II le Bègue roi de Francie occ.             | Louis II le Bègue roi de Francie occ.             | Louis II le Bègue roi de Francie occ.             | Louis II le Bègue roi de Francie occ.             | Louis II le Bègue roi de Francie occ.             |                                         |                                         |                                           |                                           |                                           |                                           |                                           |                                           |                                  |                                  |                                  |                                  |  |  |  |  |  |  |  |  |  |  |  |  |  |  |  |  |  |  |  |  |  |  |  |  |  |  |  |  |  |  |  |  |  |  |  |  |  |  |  |  |  |  |  |  |  |  |  |  |
|  |  |                                |                                |                                |                                |                                |                                |  |  |                                           |                                           |                                           |                                           |                                           |                                           |  |  |                                                |                                                |                                                |                                                |                                                |                                                |  |  |                               |                               |                               |                               |                               |                               |  |  |                                                   |                                                   |                                                   |                                                   |                                                   |                                                   |  |  |                                           |                                           |                                           |                                           |                                           |                                           |  |  |                                                 |                                                 |                                                 |                                                 |                                                 |                                                 |  |  |                                                   |                                                   |                                                   |                                                   |                                                   |                                                   |                                         |                                         |                                           |                                           |                                           |                                           |                                           |                                           |                                  |                                  |                                  |                                  |  |  |  |  |  |  |  |  |  |  |  |  |  |  |  |  |  |  |  |  |  |  |  |  |  |  |  |  |  |  |  |  |  |  |  |  |  |  |  |  |  |  |  |  |  |  |  |  |
|  |  |                                |                                |                                |                                |                                |                                |  |  | Hugues duc d'Alsace                       | Hugues duc d'Alsace                       | Hugues duc d'Alsace                       | Hugues duc d'Alsace                       | Hugues duc d'Alsace                       | Hugues duc d'Alsace                       |  |  |                                                |                                                |                                                |                                                |                                                |                                                |  |  |                               |                               |                               |                               |                               |                               |  |  | Arnulf roi de Germanie et d'Italie empereur       | Arnulf roi de Germanie et d'Italie empereur       | Arnulf roi de Germanie et d'Italie empereur       | Arnulf roi de Germanie et d'Italie empereur       | Arnulf roi de Germanie et d'Italie empereur       | Arnulf roi de Germanie et d'Italie empereur       |  |  |                                           |                                           |                                           |                                           |                                           |                                           |  |  | Louis III roi de Francie occ.                   | Louis III roi de Francie occ.                   | Louis III roi de Francie occ.                   | Louis III roi de Francie occ.                   | Louis III roi de Francie occ.                   | Louis III roi de Francie occ.                   |  |  | Carloman II roi de Francie occ.                   | Carloman II roi de Francie occ.                   | Carloman II roi de Francie occ.                   | Carloman II roi de Francie occ.                   | Carloman II roi de Francie occ.                   | Carloman II roi de Francie occ.                   |                                         |                                         | Charles III le Simple roi de Francie occ. | Charles III le Simple roi de Francie occ. | Charles III le Simple roi de Francie occ. | Charles III le Simple roi de Francie occ. | Charles III le Simple roi de Francie occ. | Charles III le Simple roi de Francie occ. |                                  |                                  |                                  |                                  |  |  |  |  |  |  |  |  |  |  |  |  |  |  |  |  |  |  |  |  |  |  |  |  |  |  |  |  |  |  |  |  |  |  |  |  |  |  |  |  |  |  |  |  |  |  |  |  |
|  |  |                                |                                |                                |                                |                                |                                |  |  | Hugues duc d'Alsace                       | Hugues duc d'Alsace                       | Hugues duc d'Alsace                       | Hugues duc d'Alsace                       | Hugues duc d'Alsace                       | Hugues duc d'Alsace                       |  |  |                                                |                                                |                                                |                                                |                                                |                                                |  |  |                               |                               |                               |                               |                               |                               |  |  | Arnulf roi de Germanie et d'Italie empereur       | Arnulf roi de Germanie et d'Italie empereur       | Arnulf roi de Germanie et d'Italie empereur       | Arnulf roi de Germanie et d'Italie empereur       | Arnulf roi de Germanie et d'Italie empereur       | Arnulf roi de Germanie et d'Italie empereur       |  |  |                                           |                                           |                                           |                                           |                                           |                                           |  |  | Louis III roi de Francie occ.                   | Louis III roi de Francie occ.                   | Louis III roi de Francie occ.                   | Louis III roi de Francie occ.                   | Louis III roi de Francie occ.                   | Louis III roi de Francie occ.                   |  |  | Carloman II roi de Francie occ.                   | Carloman II roi de Francie occ.                   | Carloman II roi de Francie occ.                   | Carloman II roi de Francie occ.                   | Carloman II roi de Francie occ.                   | Carloman II roi de Francie occ.                   |                                         |                                         | Charles III le Simple roi de Francie occ. | Charles III le Simple roi de Francie occ. | Charles III le Simple roi de Francie occ. | Charles III le Simple roi de Francie occ. | Charles III le Simple roi de Francie occ. | Charles III le Simple roi de Francie occ. |                                  |                                  |                                  |                                  |  |  |  |  |  |  |  |  |  |  |  |  |  |  |  |  |  |  |  |  |  |  |  |  |  |  |  |  |  |  |  |  |  |  |  |  |  |  |  |  |  |  |  |  |  |  |  |  |
|  |  |                                |                                |                                |                                |                                |                                |  |  |                                           |                                           |                                           |                                           |                                           |                                           |  |  |                                                |                                                |                                                |                                                |                                                |                                                |  |  |                               |                               |                               |                               |                               |                               |  |  |                                                   |                                                   |                                                   |                                                   |                                                   |                                                   |  |  |                                           |                                           |                                           |                                           |                                           |                                           |  |  |                                                 |                                                 |                                                 |                                                 |                                                 |                                                 |  |  |                                                   |                                                   |                                                   |                                                   |                                                   |                                                   |                                         |                                         |                                           |                                           |                                           |                                           |                                           |                                           |                                  |                                  |                                  |                                  |  |  |  |  |  |  |  |  |  |  |  |  |  |  |  |  |  |  |  |  |  |  |  |  |  |  |  |  |  |  |  |  |  |  |  |  |  |  |  |  |  |  |  |  |  |  |  |  |
|  |  |                                |                                |                                |                                |                                |                                |  |  |                                           |                                           |                                           |                                           |                                           |                                           |  |  |                                                |                                                |                                                |                                                |                                                |                                                |  |  | Zwentibold roi de Lotharingie | Zwentibold roi de Lotharingie | Zwentibold roi de Lotharingie | Zwentibold roi de Lotharingie | Zwentibold roi de Lotharingie | Zwentibold roi de Lotharingie |  |  | Louis IV l'Enfant roi de Germanie                 | Louis IV l'Enfant roi de Germanie                 | Louis IV l'Enfant roi de Germanie                 | Louis IV l'Enfant roi de Germanie                 | Louis IV l'Enfant roi de Germanie                 | Louis IV l'Enfant roi de Germanie                 |  |  | Ratold roi d'Italie                       | Ratold roi d'Italie                       | Ratold roi d'Italie                       | Ratold roi d'Italie                       | Ratold roi d'Italie                       | Ratold roi d'Italie                       |  |  |                                                 |                                                 |                                                 |                                                 |                                                 |                                                 |  |  |                                                   |                                                   |                                                   |                                                   |                                                   |                                                   |                                         |                                         | Louis IV d'Outremer roi de Francie occ.   | Louis IV d'Outremer roi de Francie occ.   | Louis IV d'Outremer roi de Francie occ.   | Louis IV d'Outremer roi de Francie occ.   | Louis IV d'Outremer roi de Francie occ.   | Louis IV d'Outremer roi de Francie occ.   |                                  |                                  |                                  |                                  |  |  |  |  |  |  |  |  |  |  |  |  |  |  |  |  |  |  |  |  |  |  |  |  |  |  |  |  |  |  |  |  |  |  |  |  |  |  |  |  |  |  |  |  |  |  |  |  |
|  |  |                                |                                |                                |                                |                                |                                |  |  |                                           |                                           |                                           |                                           |                                           |                                           |  |  |                                                |                                                |                                                |                                                |                                                |                                                |  |  | Zwentibold roi de Lotharingie | Zwentibold roi de Lotharingie | Zwentibold roi de Lotharingie | Zwentibold roi de Lotharingie | Zwentibold roi de Lotharingie | Zwentibold roi de Lotharingie |  |  | Louis IV l'Enfant roi de Germanie                 | Louis IV l'Enfant roi de Germanie                 | Louis IV l'Enfant roi de Germanie                 | Louis IV l'Enfant roi de Germanie                 | Louis IV l'Enfant roi de Germanie                 | Louis IV l'Enfant roi de Germanie                 |  |  | Ratold roi d'Italie                       | Ratold roi d'Italie                       | Ratold roi d'Italie                       | Ratold roi d'Italie                       | Ratold roi d'Italie                       | Ratold roi d'Italie                       |  |  |                                                 |                                                 |                                                 |                                                 |                                                 |                                                 |  |  |                                                   |                                                   |                                                   |                                                   |                                                   |                                                   |                                         |                                         | Louis IV d'Outremer roi de Francie occ.   | Louis IV d'Outremer roi de Francie occ.   | Louis IV d'Outremer roi de Francie occ.   | Louis IV d'Outremer roi de Francie occ.   | Louis IV d'Outremer roi de Francie occ.   | Louis IV d'Outremer roi de Francie occ.   |                                  |                                  |                                  |                                  |  |  |  |  |  |  |  |  |  |  |  |  |  |  |  |  |  |  |  |  |  |  |  |  |  |  |  |  |  |  |  |  |  |  |  |  |  |  |  |  |  |  |  |  |  |  |  |  |
|  |  |                                |                                |                                |                                |                                |                                |  |  |                                           |                                           |                                           |                                           |                                           |                                           |  |  |                                                |                                                |                                                |                                                |                                                |                                                |  |  |                               |                               |                               |                               |                               |                               |  |  |                                                   |                                                   |                                                   |                                                   |                                                   |                                                   |  |  |                                           |                                           |                                           |                                           |                                           |                                           |  |  |                                                 |                                                 |                                                 |                                                 |                                                 |                                                 |  |  |                                                   |                                                   |                                                   |                                                   |                                                   |                                                   |                                         |                                         |                                           |                                           |                                           |                                           |                                           |                                           |                                  |                                  |                                  |                                  |  |  |  |  |  |  |  |  |  |  |  |  |  |  |  |  |  |  |  |  |  |  |  |  |  |  |  |  |  |  |  |  |  |  |  |  |  |  |  |  |  |  |  |  |  |  |  |  |
|  |  |                                |                                |                                |                                |                                |                                |  |  |                                           |                                           |                                           |                                           |                                           |                                           |  |  |                                                |                                                |                                                |                                                |                                                |                                                |  |  |                               |                               |                               |                               |                               |                               |  |  |                                                   |                                                   |                                                   |                                                   |                                                   |                                                   |  |  |                                           |                                           |                                           |                                           |                                           |                                           |  |  |                                                 |                                                 |                                                 |                                                 |                                                 |                                                 |  |  |                                                   |                                                   |                                                   |                                                   | Lothaire roi de Francie occ.                      | Lothaire roi de Francie occ.                      | Lothaire roi de Francie occ.            | Lothaire roi de Francie occ.            | Lothaire roi de Francie occ.              | Lothaire roi de Francie occ.              |                                           |                                           | Charles duc de Basse-Lotharingie          | Charles duc de Basse-Lotharingie          | Charles duc de Basse-Lotharingie | Charles duc de Basse-Lotharingie | Charles duc de Basse-Lotharingie | Charles duc de Basse-Lotharingie |  |  |  |  |  |  |  |  |  |  |  |  |  |  |  |  |  |  |  |  |  |  |  |  |  |  |  |  |  |  |  |  |  |  |  |  |  |  |  |  |  |  |  |  |  |  |  |  |
|  |  |                                |                                |                                |                                |                                |                                |  |  |                                           |                                           |                                           |                                           |                                           |                                           |  |  |                                                |                                                |                                                |                                                |                                                |                                                |  |  |                               |                               |                               |                               |                               |                               |  |  |                                                   |                                                   |                                                   |                                                   |                                                   |                                                   |  |  |                                           |                                           |                                           |                                           |                                           |                                           |  |  |                                                 |                                                 |                                                 |                                                 |                                                 |                                                 |  |  |                                                   |                                                   |                                                   |                                                   | Lothaire roi de Francie occ.                      | Lothaire roi de Francie occ.                      | Lothaire roi de Francie occ.            | Lothaire roi de Francie occ.            | Lothaire roi de Francie occ.              | Lothaire roi de Francie occ.              |                                           |                                           | Charles duc de Basse-Lotharingie          | Charles duc de Basse-Lotharingie          | Charles duc de Basse-Lotharingie | Charles duc de Basse-Lotharingie | Charles duc de Basse-Lotharingie | Charles duc de Basse-Lotharingie |  |  |  |  |  |  |  |  |  |  |  |  |  |  |  |  |  |  |  |  |  |  |  |  |  |  |  |  |  |  |  |  |  |  |  |  |  |  |  |  |  |  |  |  |  |  |  |  |
|  |  |                                |                                |                                |                                |                                |                                |  |  |                                           |                                           |                                           |                                           |                                           |                                           |  |  |                                                |                                                |                                                |                                                |                                                |                                                |  |  |                               |                               |                               |                               |                               |                               |  |  |                                                   |                                                   |                                                   |                                                   |                                                   |                                                   |  |  |                                           |                                           |                                           |                                           |                                           |                                           |  |  |                                                 |                                                 |                                                 |                                                 |                                                 |                                                 |  |  |                                                   |                                                   |                                                   |                                                   | Louis V le Fainéant roi de Francie occ.           | Louis V le Fainéant roi de Francie occ.           | Louis V le Fainéant roi de Francie occ. | Louis V le Fainéant roi de Francie occ. | Louis V le Fainéant roi de Francie occ.   | Louis V le Fainéant roi de Francie occ.   |                                           |                                           | Otton et Louis                            | Otton et Louis                            | Otton et Louis                   | Otton et Louis                   | Otton et Louis                   | Otton et Louis                   |  |  |  |  |  |  |  |  |  |  |  |  |  |  |  |  |  |  |  |  |  |  |  |  |  |  |  |  |  |  |  |  |  |  |  |  |  |  |  |  |  |  |  |  |  |  |  |  |